# Coria
Coria es una ciudad y un municipio español de la provincia de Cáceres, situada en el noroeste de la comunidad autónoma de Extremadura. El municipio, que no forma mancomunidad integral con los pueblos que lo rodean, se ubica entre términos de las mancomunidades de Valle del Alagón y Rivera de Fresnedosa, y desde el punto de vista de la geografía física se halla en el centro de la llanura conocida como vegas del Alagón, dentro de la cual es la localidad más importante y única ciudad.[cita requerida]
El término municipal de Coria tiene una extensión de 103,46 km² y en el mismo se ubican tanto la ciudad de Coria como los poblados de colonización de Puebla de Argeme y Rincón del Obispo. Según los datos oficiales del INE de 2020, cuenta con 12 366 habitantes y una densidad de población de 120,61 hab/km², lo que lo convierte en el cuarto municipio más poblado de la provincia de Cáceres. Tiene la distinción de Muy Noble y Muy Leal Ciudad de Coria. La ciudad es sede episcopal de la diócesis de Coria-Cáceres y capital del partido judicial de Coria.
Fundada antes de que los romanos ocuparan la península ibérica, y conocida como Cauria o Caurus (según Leornard Curchin), los romanos le darían su actual nombre en latín, CAVRIUM (Caurium). Si bien Plinio el Viejo a quien cita es a los caurienses, nunca el topónimo [ver pdf tomo VII, pg. 29 nota 117]. Y más tarde a esta ciudad se le concedió la ciudadanía romana, «concesión el 74 d. C. del ius Latii por Vespasiano a las Hispaniae»: «Caurium efectivamente pudo beneficiarse de la latinización flavia y, consecuentemente, pudo constituir un auténtico municipium iuris Latio». Posteriormente, en la época visigoda, se creó la diócesis de Coria que, salvo por los años de ocupación musulmana, mantuvo a Coria como sede episcopal hasta el siglo XX, cuando la cabecera de la diócesis se desdobló para compartirla con Cáceres.[cita requerida] Tras la Reconquista, Coria pasó a ser capital de un señorío al cual pertenecieron pueblos que aún llevan el nombre de Coria como Guijo de Coria o Casillas de Coria.[cita requerida] Tras la disolución de este, Coria pasó a ser capital del partido judicial de Coria.[cita requerida]
En la actualidad, Coria es la ciudad más importante del noroeste de la provincia y un importante centro comercial y turístico, al conservar gran cantidad de monumentos y celebrar anualmente una fiesta de interés turístico de Extremadura y nacional en honor de San Juan.

## Toponimia
El topónimo de la ciudad es de origen prerromano, donde la raíz *caur vendría a significar 'piedra' o 'lugar elevado', en referencia a un lugar donde puede establecerse una fortificación.[cita requerida] Según se deduce de textos de la época romana, los vettones debieron llamar a esta localidad Cauria y los romanos latinizaron el topónimo como CAVRIVM (Caurium), del que procede el actual nombre de la ciudad.

### Gentilicio
Según el Diccionario de la lengua española, existen dos gentilicios igualmente válidos para referirse a los naturales de Coria: caurienses y corianos.[cita requerida] El gentilicio cauriense es el más tradicional, pues deriva del latín cauriensis y puede referirse tanto a la Coria actual como a la antigua ciudad de Caurio. Por el contrario, el gentilicio coriano surge por derivación simple del topónimo y la RAE lo admite como gentilicio tanto de Coria como de la ciudad venezolana de Coro.

## Símbolos
El escudo heráldico del municipio de Coria es de tipo en boca a la española y se define así:

En campo de gules, un león rampante, de oro, linguado, armado y coronado del mismo metal. Bordura cosida de azur, con ocho castillos, de oro, almenados, mazonados de sable y aclarados de gules. Al timbre, corona Real abierta.

En noviembre de 2012, el ayuntamiento inició el expediente para crear en un futuro la bandera municipal, ya que el municipio no tiene bandera que lo represente.

## Geografía

Situación del término municipal de Coria en la provincia de Cáceres

La ciudad está situada a una altitud de 264 m sobre el nivel del mar. El término municipal de Coria, con 103,46 km² de superficie, limita con:
| Noroeste: Casas de Don Gómez | Norte: Calzadilla  | Nordeste: Guijo de Coria  |
| Oeste: Casillas de Coria     |                    | Este: Morcillo y El Batán |
| Suroeste: Portaje            | Sur: Torrejoncillo | Sureste: Riolobos         |

### Poblaciones
El municipio cuenta con tres núcleos de población: la propia ciudad de Coria y los poblados de colonización de Rincón del Obispo y Puebla de Argeme.[cita requerida] Dentro del término municipal, la ciudad de Coria se sitúa en el centro del término, Rincón del Obispo al sureste cerca del término de Torrejoncillo y Puebla de Argeme al este cerca del límite con Morcillo.

### Orografía

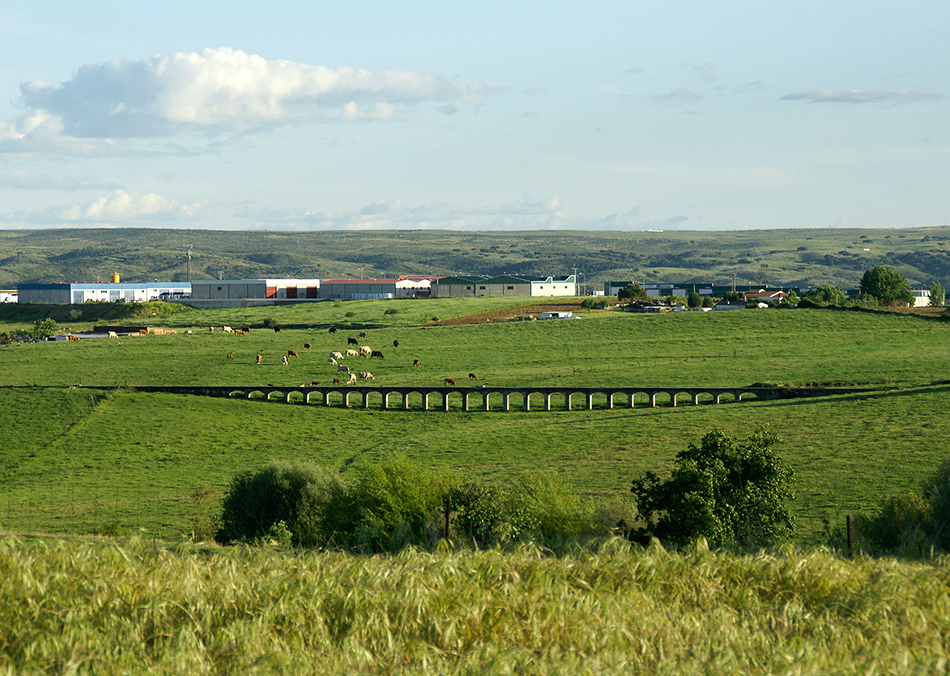
Canalización de agua en los campos de Coria

El término municipal de Coria forma una llanura junto al río Alagón.[cita requerida] El punto más elevado del municipio es el llamado Sierro de Coria, en el límite municipal con Calzadilla, donde se alcanzan los 425 m sobre el nivel del mar..[cita requerida] Al sur, cerca de los términos de Portaje y Torrejoncillo hay también elevaciones como las Cuestas de Mínguez y el Cerro de la Mina, aunque no superan los 370 m s.n.m. en ningún caso.[cita requerida] La ciudad tiene una altitud aproximada de 250 m s.n.m., variando según el lugar: el Cerro de la Horca que hay al oeste tiene 272 m s.n.m.; la Urbanización La Isleta, al sur del río, 226; Las Lagunillas, al este, 276; y el centro histórico tiene 266.

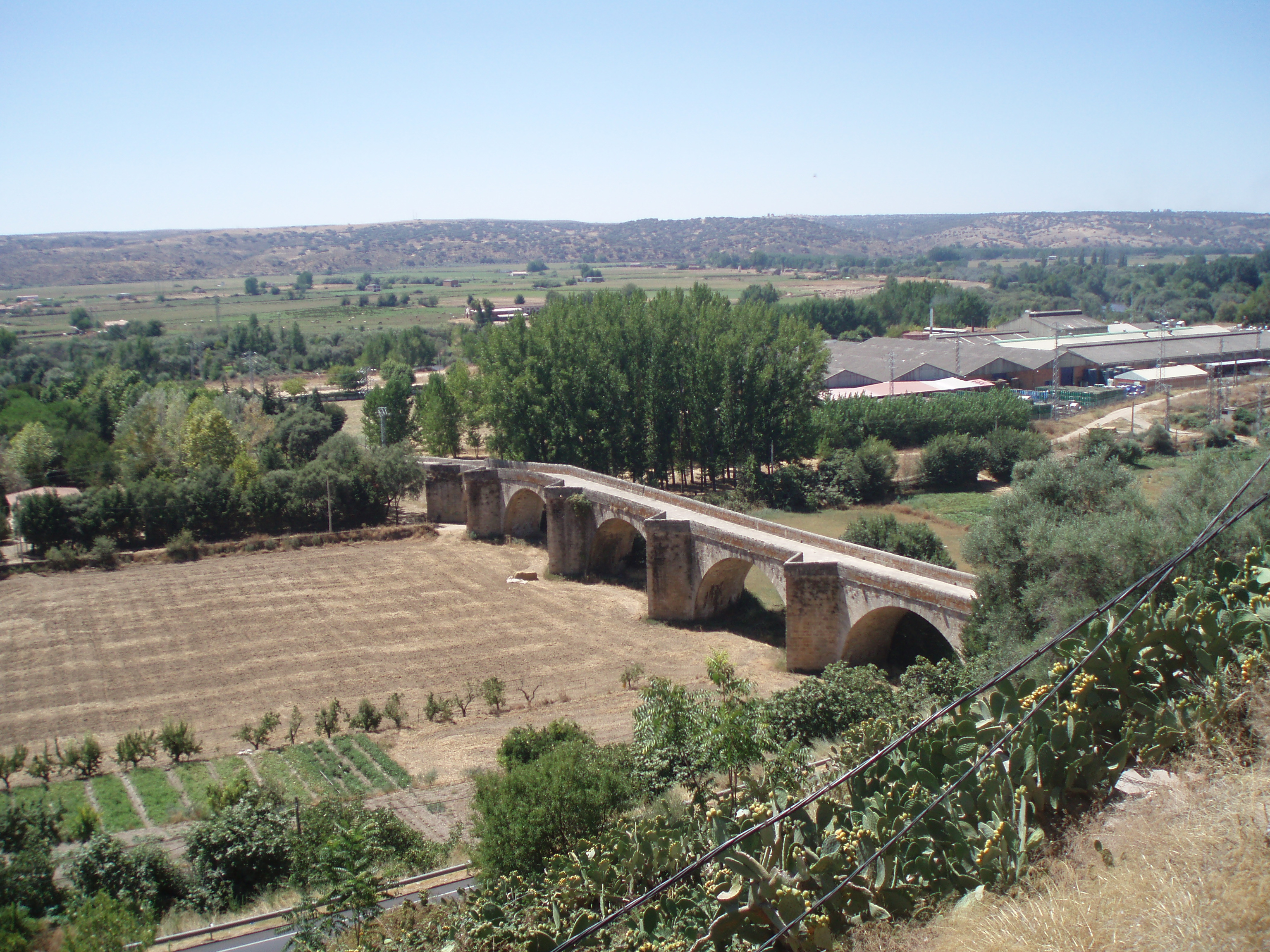
Puente para cruzar el antiguo cauce del río Alagón

El principal río del término es el río Alagón, un afluente del Tajo que atraviesa la ciudad tras dejar Puebla de Argeme al norte y Rincón del Obispo al sur.[cita requerida] Su principal afluente en Coria es el arroyo Grande, que desemboca al este del término procedente del municipio de Morcillo.

### Clima
En el término municipal de Coria se encuentra situada una estación meteorológica adscrita a la Agencia Estatal de Meteorología, en terrenos de la antigua Planta de Fermentación de Tabaco y en las cercanías de la carretera EX-108, a 313 m de altitud y número de identificación 3526X.
De acuerdo a los datos de la tabla a continuación y a los criterios de la clasificación climática de Köppen modificada el clima de Coria es mediterráneo de tipo Csa (templado con verano seco y caluroso).
| Parámetros climáticos promedio de Coria en el periodo 1991-2020            | Parámetros climáticos promedio de Coria en el periodo 1991-2020 | Parámetros climáticos promedio de Coria en el periodo 1991-2020 | Parámetros climáticos promedio de Coria en el periodo 1991-2020 | Parámetros climáticos promedio de Coria en el periodo 1991-2020 | Parámetros climáticos promedio de Coria en el periodo 1991-2020 | Parámetros climáticos promedio de Coria en el periodo 1991-2020 | Parámetros climáticos promedio de Coria en el periodo 1991-2020 | Parámetros climáticos promedio de Coria en el periodo 1991-2020 | Parámetros climáticos promedio de Coria en el periodo 1991-2020 | Parámetros climáticos promedio de Coria en el periodo 1991-2020 | Parámetros climáticos promedio de Coria en el periodo 1991-2020 | Parámetros climáticos promedio de Coria en el periodo 1991-2020 | Parámetros climáticos promedio de Coria en el periodo 1991-2020 |
| Mes                                                                        | Ene.                                                            | Feb.                                                            | Mar.                                                            | Abr.                                                            | May.                                                            | Jun.                                                            | Jul.                                                            | Ago.                                                            | Sep.                                                            | Oct.                                                            | Nov.                                                            | Dic.                                                            | Anual                                                           |
| -------------------------------------------------------------------------- | --------------------------------------------------------------- | --------------------------------------------------------------- | --------------------------------------------------------------- | --------------------------------------------------------------- | --------------------------------------------------------------- | --------------------------------------------------------------- | --------------------------------------------------------------- | --------------------------------------------------------------- | --------------------------------------------------------------- | --------------------------------------------------------------- | --------------------------------------------------------------- | --------------------------------------------------------------- | --------------------------------------------------------------- |
| Temp. media (°C)                                                           | 7.7                                                             | 9.2                                                             | 12.3                                                            | 14.6                                                            | 18.8                                                            | 23.6                                                            | 27.0                                                            | 26.9                                                            | 22.8                                                            | 17.1                                                            | 11.6                                                            | 8.5                                                             | 16.7                                                            |
| Precipitación total (mm)                                                   | 45.3                                                            | 44.2                                                            | 56.4                                                            | 47.2                                                            | 33.8                                                            | 8.4                                                             | 3                                                               | 5.4                                                             | 25.6                                                            | 82.6                                                            | 72.2                                                            | 69                                                              | 493.1                                                           |
| Fuente: Agencia Estatal de Meteorología (medias y precipitación 1991-2020) |                                                                 |                                                                 |                                                                 |                                                                 |                                                                 |                                                                 |                                                                 |                                                                 |                                                                 |                                                                 |                                                                 |                                                                 |                                                                 |

## Historia

### Prehistoria
No se conoce con exactitud la fecha de fundación de la ciudad de Coria, si bien, la fertilidad de las riberas del río Alagón propiciaría una muy temprana ocupación, habiéndose encontrado materiales líticos del periodo achelense antiguo (300 000 a. C.), como el que podemos observar en las orillas del río Alagón a su paso por Rincón del Obispo, o como en datos más recientes, las piezas encontradas en 2015 en la ermita de la Virgen de Argeme. Un primer asentamiento continuado ha quedado documentado con el pueblo vettón, de estirpe celta, que sobre los siglos VIII-VI a. C. sitúa su capital en la antigua Cauria (no confundir con Caura, Coria del Río, Sevilla).

### República e ImperioRomano

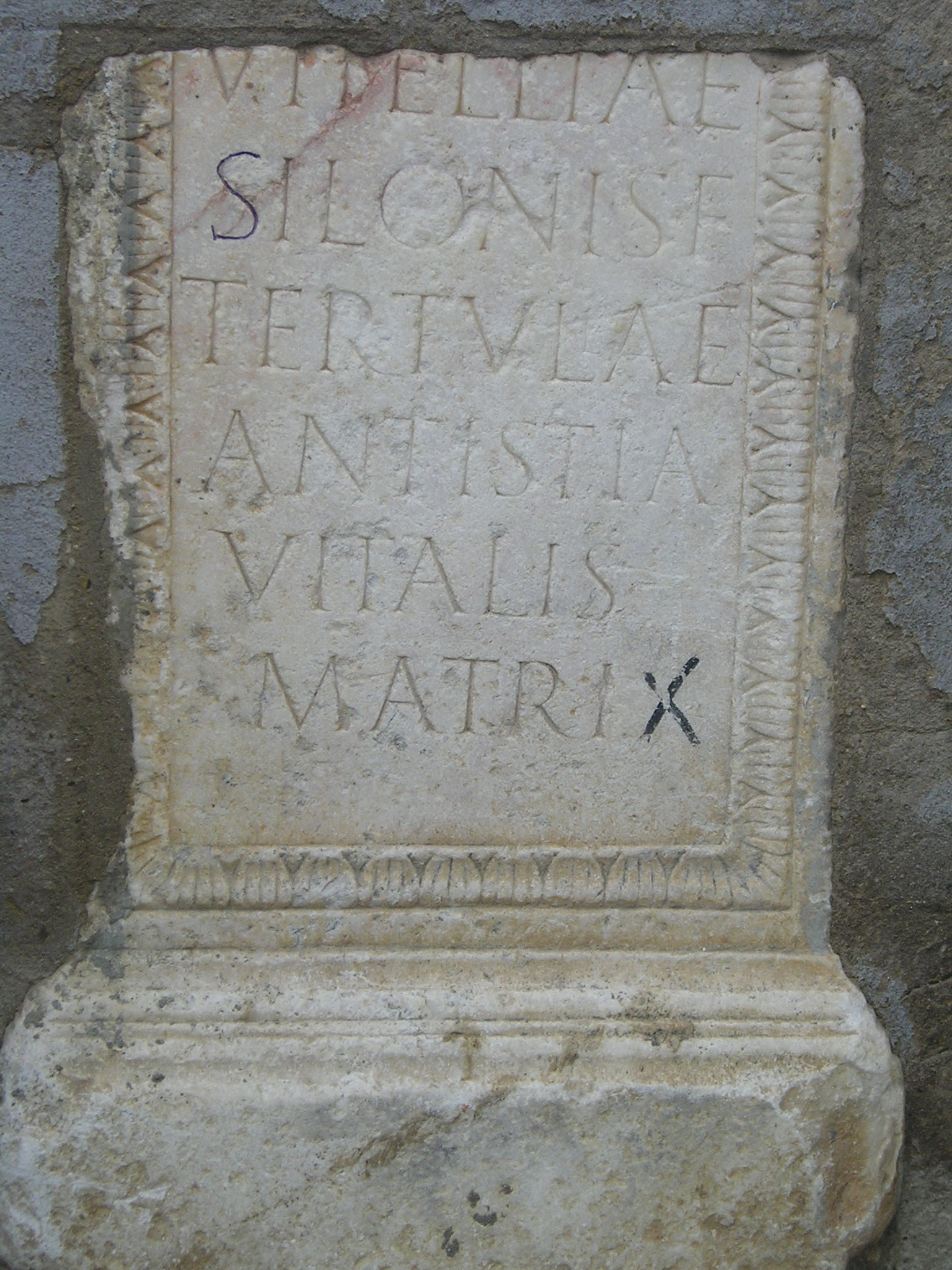
Inscripción romana conservada en la Puerta del Antiguo Seminario Conciliar de Coria

Con la conquista romana, hacia el siglo I a. C., por orden del cónsul romano Quinto Cecilio Metelo Pío, el asentamiento pasa a denominarse Castrum Caecilium Cauriense, antecedente de la posterior Caurium, civitas stipendaria que, en el Bajo Imperio, lograría la ciudadanía romana, encuadrado en el Conventus Emeritensis de la provincia Ulterior Lusitania.
Como curiosidad, el Ala Hispanorum Vettonum que fue una unidad auxiliar del Ejército Imperial Romano, reclutada en Hispania en la primera mitad del siglo I, ha dejado diferentes testimonios arqueológicos y epigráficos que demuestran su estancia en la conquista de las islas británicas. Concretamente podemos encontrar una tumba en el museo de la ciudad inglesa de Bath que hace referencia a un ciudadano hispano allí enterrado, de la tribu de Caurium, hoy identificada como Coria.

#### Antigüedad tardía
Caído el Imperio, alrededor del siglo V, Coria, como el resto de la península ibérica, pasaba a poder de los bárbaros, resurgiendo inmediatamente como núcleo relevante del reino visigodo de Toledo, momento en el que, si no antes, se instituía la sede episcopal cauriense, ya que en 589 firma las actas del III Concilio de Toledo Jaquintus, Episcopus cauriensis.

### Edad Media
Con el comienzo de conquista musulmana de la península ibérica de 711, se inicia la Alta Edad Media en la región extremeña, donde las informaciones y noticias sobre la ciudad de Qūriya disponibles durante el período de dominio musulmán sobre la península de al-Ándalus, tanto de escritores andalusíes como cristianos, son bastante abundantes comparadas con otras poblaciones del entorno.

#### Emirato y Califato de al-Ándalus

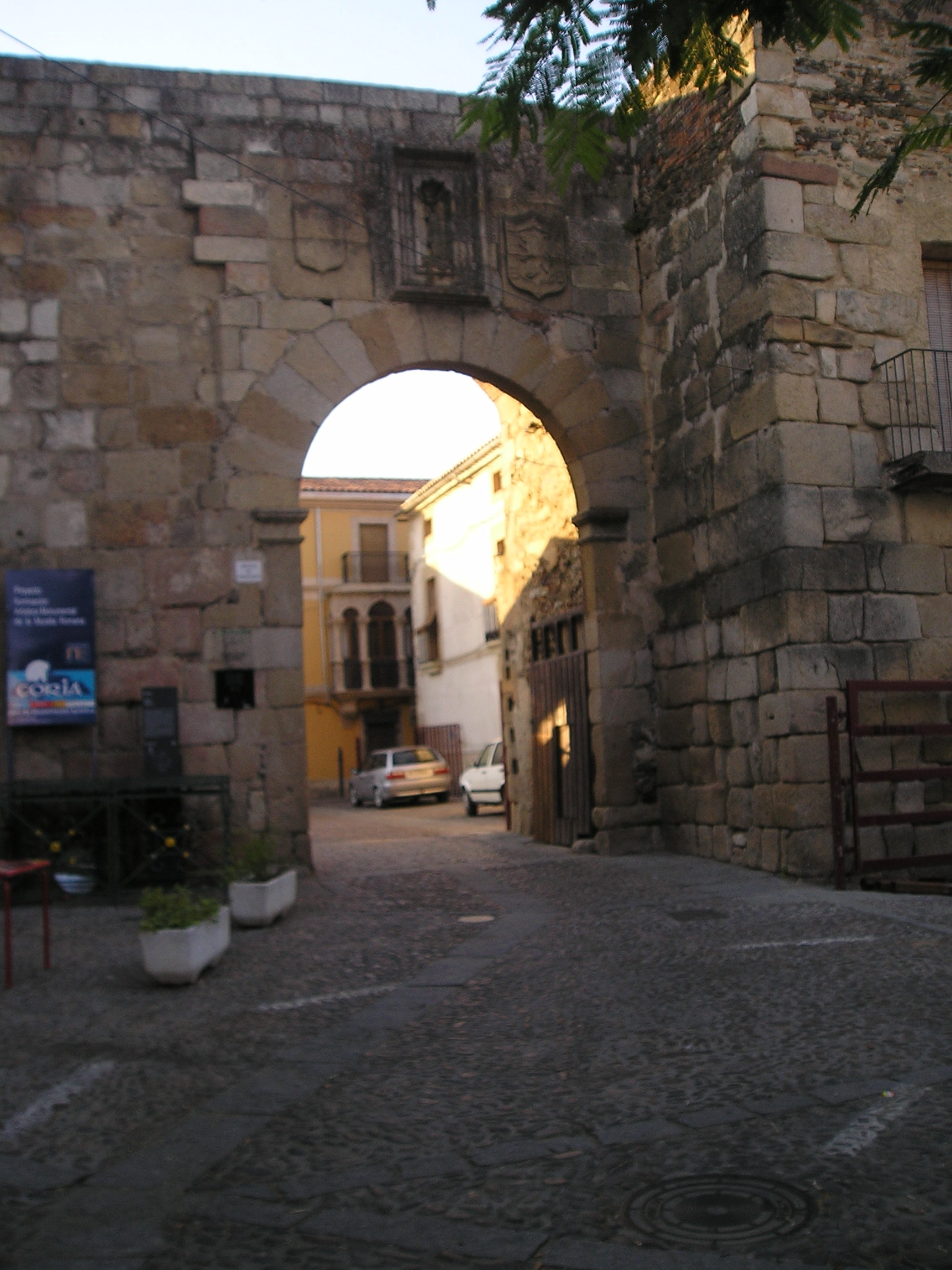
Puerta de la Muralla de Coria, con raíces romanas, el aspecto actual procede de época musulmana medieval

La antigua ciudad de Caurium pasó a denominarse madīna Qūriya, integrada dentro de la kūra de Mārida como centro de su propio Iqlīm Qūriya (circunscripción, distrito o región de Coria). Al-Tagr al-Adna Desde el inicio del período andalusí se atestigua en las fuentes un importante predominio de los grupos de población bereber dentro de la ciudad y territorio de Coria, especialmente los pertenecientes al grupo tribal Maşmūda.
Las primeras menciones a Qūriya, transmitidas en el Ājbār Maŷmū‘a, narran como en el año 122 de la Hégira (740) los bereberes asentados en las zonas norteñas de la península ibérica, en especial los de Coria, Mérida, Astorga, Galicia y Talavera de la Reina, decidieron rebelarse contra los árabes alentados por la revuelta bereber de Maysara al-Matghari del norte de África, matando a los árabes de Galicia, Astorga y el resto de ciudades más allá de los durūb ('las gargantas de la sierra') sin que el walí de Córdoba supiese de la rebelión hasta la llegada de los primeros supervivientes ante él. Estos sucesos obligaron a los árabes a abandonar los extremos del norte de la Península y refugiarse en el centro, salvo en Zaragoza y en su frontera, donde pudieron mantenerse por ser más numerosos. Poco después, cuando se dio la gran hambruna en el 133 de la Hégira (753-754), tuvieron que abandonar las posiciones en Astorga y replegarse detrás del al-darb al-ajar ('la otra garganta') hacia las ciudades de Coria y Mérida.
Poco después, entre los años 151-160 de la Hégira (768-777), un líder bereber de la tribu de los Miknāsa, Šaqyà ibn ‘Abd al-Wâḥid al-Miknāsî al-Fâtimî, lideró una revuelta herética con la ciudad de Qūriya como uno de los principales centros de su movimiento mesiánico.
En año 169 de la Hégira (784-785) el pretendiente Abū l-Aswad Muḥammad ibn Yûsuf al-Fihrî, uno de los hijos del último walí Yûsuf ibn ‘Abd al-Raḥmān al-Fihrî, encabezó una sublevación en Toledo, donde contaba con ámplios apoyos, contra el emir ‘Abd al-Raḥmān I al-Dājil que fracasó tras ser derrotado su ejército, con lo que tuvo que huir para refugiarse entre las tribus Nafza que habitaban Qūriya perseguido por los ejércitos emirales, muriendo al año siguiente en una aldea de Toledo, Requena, mientras un tío o hermano suyo, al-Qasim, continuaba la rebelión.
En el Muqtabis de ibn Hayyan aparece citado que en el año 876-877/263 h un ejército mandado por Alfonso III atravesó el Tajo por el puente de Alcántara en una expedición militar cuyo objetivo era entrar en contacto con 'Abd al-Raḥmān ibn Marwān ibn Yūnus al-Ŷillīqī al-Māridī, un muladí que había iniciado una sublevación contra los omeyas y que desde Mérida se había trasladado a las zonas del norte de la actual Extremadura y centro de Portugal, solicitando poco después refugio en los dominios del monarca asturleonés. Este mismo suceso aparece también recogido en la Crónica de Albelda: 

Istius victoria Cauriensis, Egitaniensis, et ceteras Lusitaniae limites, gladio et fame consume, usque Emeritam atque freta maris heremavit et destruxit

Por su parte, la Crónica de Alfonso III menciona la captura de Coria y Talamanca por dicho monarca junto a otros lugares al sur del Sistema Central.

### Plena Edad Media

#### Conquista cristiana e integración en el Reino de León

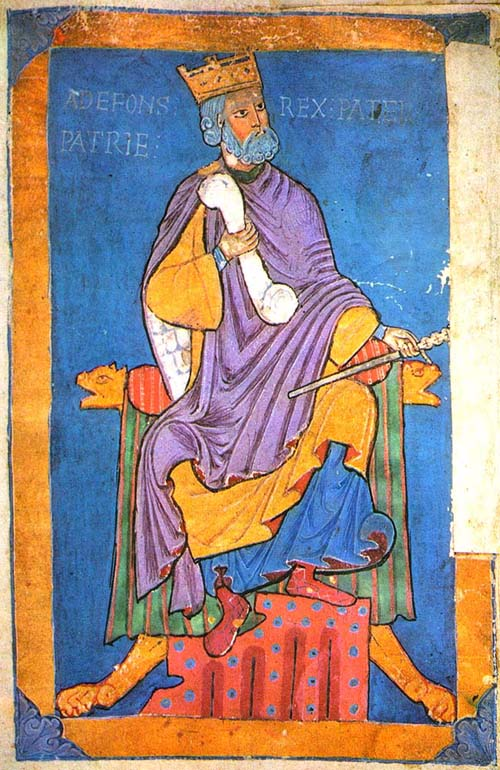
Alfonso VI de León tomó Coria en 1079, pero el control cristiano sobre la zona no fue demasiado firme y hacia 1110-1113 volvió a caer en poder almorávide

Fue conquistada por Alfonso VI de León en 1079, en un movimiento estratégico del monarca que le sirvió para crear una cuña que amenazaba a las importantes ciudades islámicas de Toledo y Badajoz, previo a la propia conquista de Toledo en 1085.[cita requerida] Fue mantenida como plaza cristiana, de manera precaria, hasta 1110-1113, antes de pasar a manos almorávides.
Un nuevo intento de asedio de Coria ocurrió en julio de 1138 por parte de las tropas de Alfonso VII de León, que incluían la guardia de palacio y las milicias concejiles de Salamanca, en una nueva campaña extremeña que había comenzado en mayo bajo la dirección del propio rey y los condes Rodrigo Martínez y Rodrigo Fernández de Castro. El conde Rodrigo Martínez murió durante el asalto a los muros de las ciudad, hecho descrito en la Chronica Adefonsi Imperatoris:

El Emperador llamó a los comandantes y les ordenó mobilizarse con aparatos de guerra para preparar el asalto a la ciudad. Envió a sus cazadores a las montañas en busca de ciervos, jabalíes y osos para alimentar a sus tropas y por la mañana comenzó el asalto. El cónsul y conde Rodrigo Martínez decidió a escalar una de las torres de madera. Muchos caballeros y arqueros subieron a la torre con él. Entonces, uno de los enemigos tiró por casualidad una flecha a la torre a la que el cónsul había subido. Por desgracia, la punta de metal de la flecha alcanzó el cuello al cónsul. Sin embargo, antes de que el cónsul se diese cuenta de cómo había sido herido, rápidamente agarró la punta de la flecha y se la sacó. En ese momento empezó a sangrar, produciéndose una grave hemorragia. Ni los magos ni los médicos pudieron parar el sangrado. Finalmente, Rodrigo dijo a los que le rodeaban, «Quitadme las armas, ya que estoy exhausto hasta el extremo». Al momento le desarmaron y le llevaron a su tienda. Durante todo el día siguiente intentaron curarle la herida. Alrededor de la puesta del sol, toda esperanza en la medicina se perdió, y el caballero murió. Tan pronto como la noticia se extendió en el campamento, hubo tremendas muestras de duelo, más de los que nadie había podido imaginar. Mientras volvía de las montañas, el emperador fue informado de la muerte del cónsul. Supo la causa al entrar en el campamento. Alfonso hizo reunir a todos sus consejeros y en su presencia nombró a Osorio, hermano de Rodrigo, como cónsul, en su lugar.

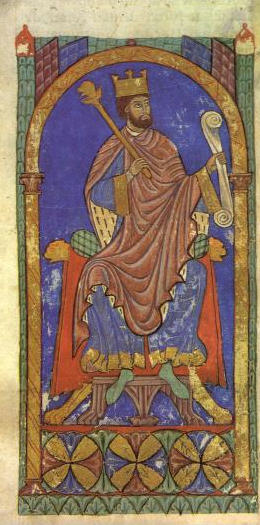
Alfonso VII de León conquistó la ciudad en 1142

Fue reconquistada por Alfonso VII de León en 1142 tras un segundo asedio —ya había asediado previamente en 1138 la ciudad, la plaza más importante entre el Sistema Central y el Tajo en el ámbito de expansión leonesa—, tras el cual la ciudad capituló. Los almohades capturaron la ciudad en 1191, pero sería recuperada definitivamente por Alfonso IX de León en 1200 («Era MCCXXXVIII (año 1200) priso el rey don Alonso Coria»).[cita requerida]
Estando ya en poder cristiano, Al-Idrisi la describe en su Geografía destacando sus fuertes murallas y su carácter «antiguo y espacioso», además de la fertilidad del terreno, que producía uvas e higos.
La ciudad recibió un Fuero poco después de su conquista definitiva, siendo su texto conocido al otorgarse el mismo fuero a la entonces localidad de Salvaleón, concedido por Alfonso IX de León en 1227. A través del Fuero de Coria se conoce la estructura y organización de la ciudad, con un tenente conocido con el título de Dominus Villae al frente del Concejo de la población, elegido entre los miembros de la aristocracia y con competencias extremadamente recortadas.

### Baja Edad Media
La ciudad y su territorio, al igual que el resto de territorios extremeños, sufrieron en el siglo XIV un gran retroceso demográfico y económico debido al azote combinado de los brotes recurrentes de la pandemia de peste negra, presente en Extremadura al menos desde agosto de 1349, y las guerras continuas tanto de los nuevos poderes señoriales con la Corona de Castilla como con el nuevo reino de Portugal. Tras los episodios bélicos de las guerras fernandinas, Coria fue asediada sin éxito en 1386 por los ejércitos lusos del rey Juan I de Portugal y el condestable de Portugal Nuno Álvares Pereira con ayuda de las milicias de Lisboa durante la guerra contra el pretendiente al trono portugués Juan I de Castilla, en el contexto bélico derivado de la crisis de 1383-1385 en Portugal. El ejército portugués había entrado a territorio castellano por la zona de Ciudad Rodrigo, desviándose una parte del mismo y pasando a la zona de Coria tras pasar por Gata y saquear todo su territorio en busca de suministros, saqueos sobre el territorio que continuaron una vez iniciado el sitio a la ciudad, como narra Fernão Lopes en su Chrónica de El-Rei D. João I: 

Estando el-rei assin apozentado, gente do arraial foram a forragem con intenção de chegar a um logar que chamam Ervas, que eran tres leguas, por quanto dizíam que había ahí muitos vinhos, de que o arraial era minguado; e que indo com tal vontade perto de Granadilha, que eran até oito leguas do arraial, acharam azemulas acerca do sol posto que viham carregadas de vino d’aquelle logar de Ervas e iam pera Plasencia. Os capitães que eran em guarda da forragem, houveram conselho de não ir mais por diante, e tornarma-se ao arraial com aquellas azemulas, com que chegaram em outro día, e com muito gado vacaril e porcum.

Poco tiempo después del cerco al que fue sometida la ciudad, en ese mismo año de 1386, Juan I de Castilla otorgó una carta de exención a 300 pobladores para asentarse en Coria, en el marco de una extensa política de la Corona por revertir los desastres económicos y demográficos de la guerra:

«Que la dicha ziudat non se despueble y vos ayades voluntad de venir y morar en ella franqueamosvos e fazemosvos quitos e francos para agora e para sienper jamas a los vezinos de la dicha ciudat e de su termino a los que agora ay morades o moradedes de aqui adelante hasta el numero de tresçientos veçinos»

Aunque en un primer momento se conformó como ciudad de realengo, las luchas entre facciones nobiliarias por apropiarse de las propiedades y heredades extremeñas de titularidad concejil a partir del siglo XIV, unidas al debilitamiento del poder real de los monarcas, acabaron entregando la ciudad, sus recursos económicos y territorio bajo el poder señorial. Este cambio de estatus sucedió cuando la ciudad volvió a ser protagonista durante el conflicto por la sucesión de Enrique IV de Castilla, rebelión nobiliaria contra Enrique IV de Castilla, cuando Hernán Gómez de Cáceres y Solís, gran maestre de la Orden de Alcántara, se unió al bando rebelde del infante don Alfonso de Castilla junto con sus tropas y a principios de 1465 acudió a Plasencia, plaza de armas y dominio del noble rebelde Álvaro de Zúñiga y Guzmán que ejercía como capital provisional del infante usurpador. En esa corte, mediante documento del 14 de marzo de 1465, recibió del usurpador Alfonso el estratégico castillo de Montánchez, la promesa del dominio de la ciudad de Coria como señorío y su nombramiento como Maestresala del rey. Tras la proclamación pública de Alfonso como rey en junio de 1465 durante la Farsa de Ávila, Gómez de Solís fue nombrado capitán general de toda Extremadura, partiendo a toda diligencia en verano de ese mismo año con un gran ejército que ocupó Coria, cuya posesión entregó a su hermano, Gutiérrez de Cáceres y Solís, Badajoz, entregada a su otro hermano Hernán Gómez de Solís, y Cáceres. Los enfrentamientos armados estallaron poco después, cuando en primavera de 1466 el clavero de la Orden de Alcántara y partidario del bando de Enrique IV, Alonso de Monroy, arrebató el control de Coria a Gutierre y se atrincheró en ella. Este golpe de mano propició que Gómez de Solís escribiera a su hermano Hernán solicitando refuerzos de sus tropas de Badajoz para iniciar el sitio de Coria, acudiendo poco después al mando de la milicia reclutada en tierras pacenses e interviniendo activamente en los combates del cerco, como transmite Alonso Maldonado en su crónica: 

«...desde mediodía hasta la noche combatía Hernán Gómez de Solís, hermano del maestre, con la gente que trajo de Badajoz y de otras partes...»

El asedio finalizó el 2 de enero de 1467 con la rendición de las fuerzas de Alonso de Monroy y la firma de unas capitulaciones con el maestre Gómez de Solís, lo que supuso la recuperación de la superioridad regional sobre las fuerzas de los partidarios de Enrique IV y el comienzo de un proceso de negociación con el rey para intentar obtener la confirmación de los señoríos de Coria y Badajoz a cambio de la sumisión de los Solís. El monarca, ayudado por la oposición frontal al acuerdo de los líderes rebeldes Ínigo Manrique de Lara, obispo de Coria, y Alonso Carrillo de Acuña, arzobispo de Toledo, se negó a ratificar sus aspiraciones en la junta de Segovia del 1 de octubre de 1467 y en la posterior junta nobiliaria de Peñaranda, hasta que consintió y por diploma de 29 de septiembre de 1469 confirmó en Trujillo a Gómez de Solís en el maestrazgo de la Orden de Alcántara y a Gutierre de Solís la posesión de Coria con el nuevo título de Condado y se le hacía merced del oficio de «alcalde de judíos y moros» de Cáceres.
Gutiérrez de Cáceres y Solís vendió en 1470 el señorío a García Álvarez de Toledo y Carrillo de Toledo, noble de la familia Álvarez de Toledo, venta que ratificaron posteriormente los Reyes Católicos en 1472 elevando de rango sus títulos a marqués de Coria y duque de Alba.
Por la adhesión de la Casa de Alba a la causa usurpadora durante la Guerra de Sucesión Castellana, los Reyes Católicos incluyeron a Coria entre las ciudades que podían recaudar montazgos en la Provincia de Estremadura, a razón de una tasa de tres cabezas por mil, lo que favoreció las eterna aspiración del Obispado y la revitalización económica de los dos poderes fácticos, que de este modo acapararon a medias toda la riqueza de la ciudad y su territorio durante el resto de la Edad Moderna.

### Edad Moderna

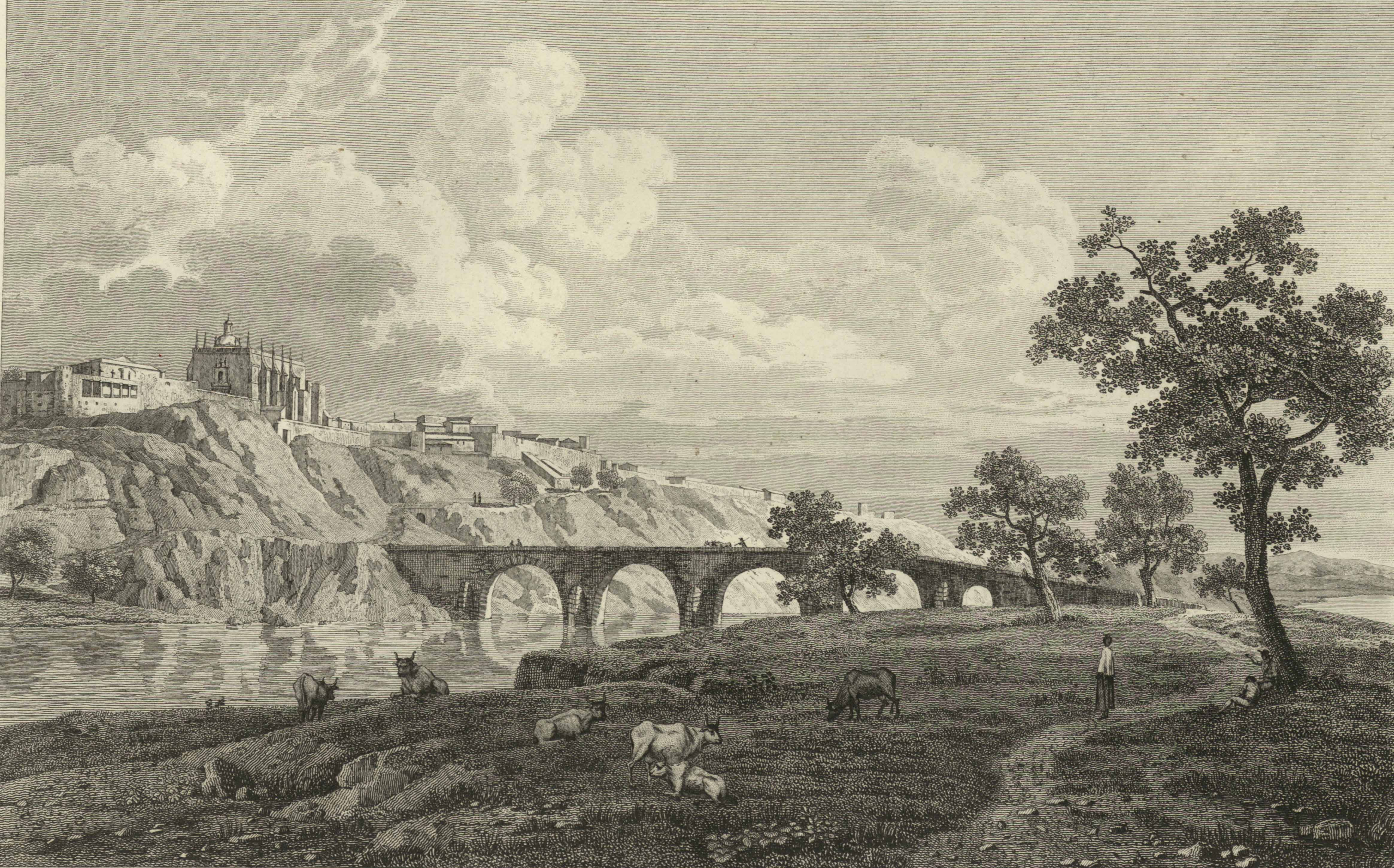
Coria a comienzos del, por Alexandre de Laborde

Coria es la primera ciudad extremeña en la que se instala la imprenta, en 1489.[cita requerida] En este año, el impresor Bartolomé de Lila realiza en su taller de la ciudad el primer incunable extremeño, Blasón general y nobleza en el universo, obra de Pedro de Gratia Dei.[cita requerida] En 1536 se estableció en Guadalupe, en 1545 en Mérida y en 1623 en Trujillo.[cita requerida]
Desde finales del siglo XV y principios del XVI, la Casa de Alba ejerció el control absoluto del gobierno civil en Coria, compartido con el religioso del poderoso Obispado. Buena muestra de ello es que en 1534 la Casa de Alba promulgó sus Ordenanzas dadas por los señores a sus vasallos, que suprimieron el fuero medieval de Coria y su Concejo igualitario regido por «doce hombres buenos».
Durante los reinados de los Austrias Mayores, el auge económico renacentista se tradujo en la ejecución de grandes obras arquitectónicas religiosas y civiles, gracias a los elevados beneficios del Obispado de Coria, que estaban entre los más codiciados de la Corona de Castilla, pues las rentas anuales de la Mesa Obispal estaban valoradas en 22 000 ducados y las de la Mesa Capitular en otros 12 000 ducados. Esta coyuntura de bonanza económica se prolongó en Coria hasta 1607, año en el que la ciudad alcanzó su situación más próspera.
Por la importancia socioeconómica y el crecido número de habitantes con los que contaba Coria en el siglo XVI, lógico es que contribuyese con un crecido número de sus habitantes al proyecto conquistador y colonizador del Nuevo Mundo.[cita requerida] Según el presbítero Vicente Navarro del Castillo, 73 naturales de Coria salían para Indias en el siglo XVI.[cita requerida] Sin embargo, algunos más que no aparecen en las listas de la Casa de Contratación de Sevilla, y que por alguna razón de peso (sobre todo por ser forzados conversos) subrepticiamente abandonaron España en aquellas fechas.[cita requerida] Entre esos personajes que no aparecen en el listado oficial, tenemos a Antonio de Naveros, servidor público que se desempeñó en Venezuela como veedor y contador real y tenía a su cargo la fiscalización oficial cuando aquel territorio estaba bajo el dominio de los Welser, banqueros alemanes y prestamistas que remediaban las arcas de la Corona en tiempos de Carlos I.[cita requerida]
La Guerra de Restauración Portuguesa fue el acontecimiento más importante que vivieron las Tierras de Coria en el siglo XVII, ya que los portugueses mostraron gran interés en la conquista de la ciudad amurallada y, aunque este hecho no sucedió en ningún momento del conflicto pese al asedio de la ciudad, sus campos aledaños sufrieron continuos incendios y expediciones de saqueo que produjeron el empobrecimiento económico general de la región, incrementado por el necesario avituallamiento y mantenimiento económico de las milicias urbanas y las levas locales reclutadas para los ejércitos regionales. Iniciada la guerra en 1640, el territorio fronterizo extremeño se dividió en varias zonas de mando militar, denominadas Partidos, agrupando plazas fortificadas de primera línea que defendían a las poblaciones de la retaguardia menos expuestas, dependientes del cuartel general para todo el frente extremeño en Badajoz. Las Tierras de Coria quedaron asignadas al Partido que abarcaba la frontera de la actual provincia de Cáceres, subdivididas a su vez en jurisdicciones debido a su gran extensión, dependiendo Coria de la que abarcaba la orilla derecha del Tajo hasta las estribaciones de la Sierra de Gata, salvo varias aldeas del entorno de Gata pertenecientes al de Ciudad Rodrigo, con cuartel general en Alcántara.
Los primeros choques armados en la región se produjeron en la primavera de 1642, cuando el 16 de abril una expedición portuguesa al mando del general Fernão Teles de Menezes por la sierra de Gata conquistó Valverde del Fresno y Eljas, lo que conllevó el reforzamiento de las defensas de Coria y las poblaciones de la región con calles atrincheradas, acopio de alimentos y ropa en caso de asedio, repartos de armas y municiones entre la población, organizada en milicias locales, y asignación de guarniciones a castillos y murallas preexistentes. Los portugueses, enterados de los preparativos, iniciaron una contraofensiva destinada a controlar las vías de comunicación serranas, conquistando el castillo de Torre de Almenara, anexo a Cadalso, y aumentando su ejército para asaltar San Martín de Trevejo.
Las tierras de Coria, muy ricas en ganado y cereales, sufrieron saqueos portugueses en junio de 1648, en las que además se robaron los ganados de Casas de Don Gómez, Moraleja y Villasbuenas de Gata, mientras que el 15 de octubre del mismo año Guijo de Coria y Calzadilla fueron totalmente destruidas durante otra incursión en territorios de Coria por un ejército luso de 400 hombres al mando de Sancho Manoel de Vilhena, que seguían órdenes de: 

«… pela terra dentro se chegasse a mais que podesse aos campos de Coria, & tratasse de os saquear, fazendo o mayor dano possivel ao castelhano…»

A finales de abril de 1651, los campos de la ciudad, bien resguardada por sus murallas, volvieron a ser objeto de una incursión de saqueo portuguesa bajo el mando del capitán Loureiro, que capturó 200 bueyes y 40 caballos como botín. Al año siguiente, en marzo de 1652, todas las guarniciones del Partido tuvieron que ser movilizadas para acudir en auxilio de Coria, cuyas milicias de vecinos defendían con resistencia y valor la ciudad, asediada por los ejércitos reunidos de Sancho Manoel y Rodrigo de Castro, ambos gobernadores militares de la provincia de Beira, en la que sus arrabales y ganados fueron de nuevo saqueados. La última operación de guerra en las Tierras de Coria fue una incursión de los gobernadores de armas de Trás-os-Montes y la Beira Alta contra varias compañías de alemanes y borgoñones acantonados en los alrededores de la ciudad en 1661, mientras la cercana población de Moraleja era fortificada.
En 1755, la ciudad sufrió las consecuencias del terremoto de Lisboa, que afectaron profundamente a la catedral, cuya bóveda mayor se derrumbó a causa del seísmo.[cita requerida]
A través de los siglos, Coria se verá muy afectada por conflictos bélicos, como las luchas con Portugal durante el siglo XVII y la Guerra de Sucesión Española en el siglo XVIII.[cita requerida]

### Edad Contemporánea

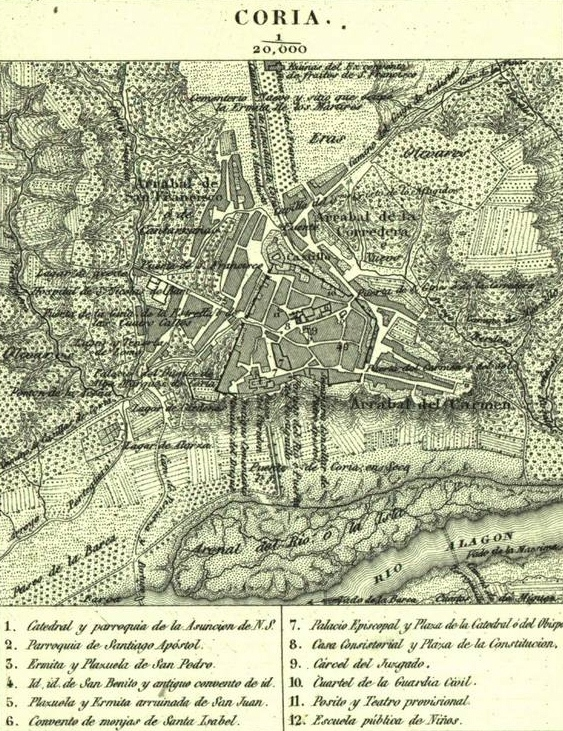
Mapa de mediados del de Coria, por Francisco Coello

A comienzos del siglo XIX se produjo un hundimiento vertical de la producción agrícola, especialmente en el quinquenio 1801-1804, su índice más bajo en Coria desde el siglo XVII, seguidas entre 1803 y 1805 de una serie ininterrumpida de malas cosechas que desencadenaron una gran escasez de alimentos y el consiguiente alza de precios de los productos agrícolas de primera necesidad, produciendo como consecuencia una mortalidad catastrófica cuyas repercusiones seguirían vigentes años después.
Con el inicio de la denominada Guerra de la Independencia, el 8 de junio de 1808 se constituyó por mediación de la subdelegación de Plasencia la Junta de Gobierno de la ciudad de Coria para organizar la resistencia ante las tropas de la Grande Armée que se desplegaban por el norte y que el 30 de diciembre capturaron Galisteo, tras lo cual comenzaron a cruzar el Alagón en dirección a Coria. En junio de 1809 un ejército combinado de 30 000 soldados ingleses y portugueses al mando del general Wellington entró en la ciudad, pero tras la derrota de los ejércitos español y aliado en la batalla de Talavera abandonaron la ciudad para proteger el repliegue de las tropas que se retiraban de Talavera, lo que fue aprovechado por el mariscal Jean de Dieu Soult, acantonado con un ejército de 50 000 soldados en Baños de Montemayor, para ocupar primero Plasencia y luego Coria el 13 de agosto, dando comienzo al saqueo la ciudad y su territorio hasta el 7 de octubre, donde además incendiaron Torrejoncillo. En 1810 un nuevo ejército francés al mando del general Regnier volvió a ocupar Coria, exigiendo dinero y suministros para sus tropas, mientras otro ejército anglo-luso al mando del general Rowland Hill llegaba a acampar brevemente cerca de Coria el mismo año, sustituidos por otro ejército de ocupación francés el 24 de febrero de 1811. En 1812 ya sólo se encontraba acantonado en la ciudad el 2.º Batallón del Regimiento Inmemorial del Rey, con gran gasto para el ayuntamiento, que hubo de repartir su abastecimiento con los pueblos vecinos (Morcillo, Guijo de Coria, Calzadilla, Casas de Don Gómez, Casillas de Coria, Portaje, Pescueza y Cachorrilla), hasta que en 1813 las últimas tropas aliadas abandonaron la región.
Durante el conflicto, el entonces obispo de Coria Juan Álvarez de Castro fue asesinado el 29 de agosto de 1809 en la cercana localidad de Hoyos, mientras que el Cabildo organizó sucesivas campañas de voluntarios, participando en metálico con 922 000 reales. La ocupación francesa supuso un destrozo para las tierras de cultivo, parcialmente abandonadas, y una irreparable pérdida para la ganadería, con bajas documentadas superiores al 50 % del total de la cabaña, consecuencias económicas que se unieron a la desolación de la ciudad y el territorio circundante, el saqueo de la Catedral y sus tesoros artísticos, así como destrucciones en el patrimonio arquitectónico del recinto intramuros, lastrarían el futuro de la ciudad durante las siguientes décadas.
En 1820, con el advenimiento del Trienio Liberal, los diezmos desaparecieron y todos los señoríos fueron abolidos.
A la caída del Antiguo Régimen, la localidad de constituyó en municipio constitucional, cabecera del partido judicial de Coria, que quedó integrado en la provincia de Cáceres y la región de Extremadura. En el censo de 1842 contaba con 510 hogares y 2794 vecinos. El partido judicial integraba cuando se fundó a 16 municipios de las actuales Vegas del Alagón, junto con el desaparecido municipio de Grimaldo y el municipio de Moraleja.
Ya en el siglo XX, en 1957 con la reforma propiciada por el Concordato de 1953 y siendo obispo Manuel Llopis Ivorra, la Santa Sede desdobla la capitalidad de la diócesis, elevando la iglesia de Santa María de Cáceres a rango de concatedral.[cita requerida] La diócesis pasa a llamarse entonces Diócesis de Coria-Cáceres.[cita requerida]

## Demografía
Coria cuenta con una población de 12 114 habitantes (INE 2024).
| Gráfica de evolución demográfica de Coria entre 1842 y 2021                                                         |
| |
| Población de derecho según los censos de población del INE Población de hecho según los censos de población del INE |

Según el nomenclátor del INE, en el término municipal de Coria hay tres entidades de población reconocidas como tal: Coria, Puebla de Argeme y Rincón del Obispo, estando la población del municipio distribuida de la siguiente forma:
| Localidad         | 2002   | 2005   | 2008   | 2011   | 2014   | 2017   | 2020   |
| ----------------- | ------ | ------ | ------ | ------ | ------ | ------ | ------ |
| Coria (ciudad)    | 11 695 | 11 852 | 11 782 | 11 973 | 11 850 | 11 679 | 11 323 |
| Puebla de Argeme  | 728    | 735    | 718    | 708    | 695    | 673    | 670    |
| Rincón del Obispo | 358    | 360    | 368    | 369    | 376    | 377    | 373    |
| Total             | 12 781 | 12 947 | 12 868 | 13 050 | 12 921 | 12 729 | 12 366 |

## Administración y política

### Gobierno municipal

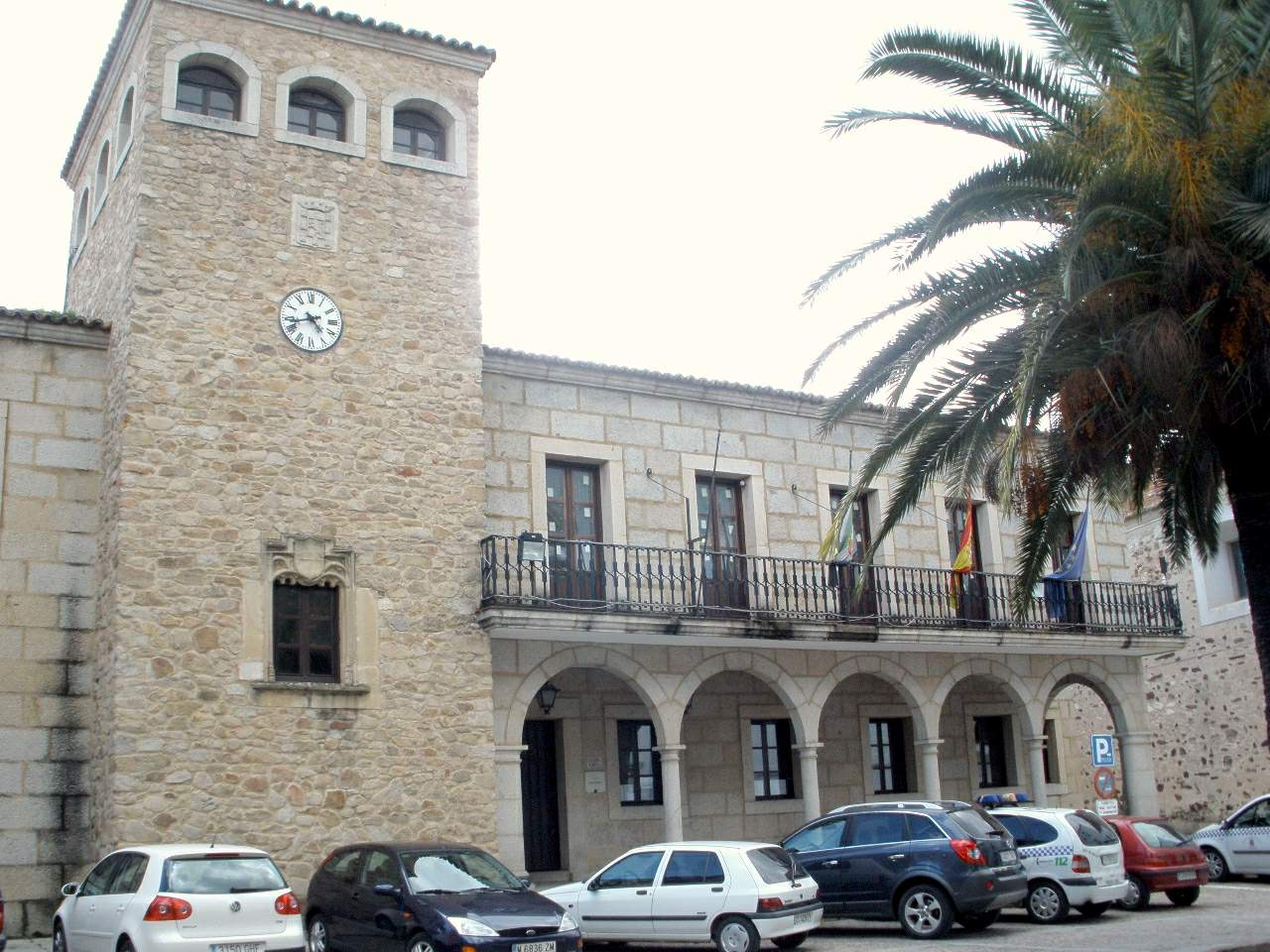
Ayuntamiento de Coria

La sede actual del consistorio se construyó en 1975 con un coste de 34 millones de pesetas y se inauguró el 10 de junio de 1982.
| Periodo   | Nombre                        | Partido | Partido                                    |
| --------- | ----------------------------- | ------- | ------------------------------------------ |
| 1979-1983 | Sixto Muriel Regodón          |         | Unión de Centro Democrático (UCD)          |
| 1983-1988 | Eugenio Simón Alonso          |         | Partido Socialista Obrero Español (PSOE)   |
| 1988-1995 | Antonio Robleda Lisero        |         | Partido Socialista Obrero Español (PSOE)   |
| 1995-2000 | José María Álvarez Pereira    |         | Partido Socialista Obrero Español (PSOE)   |
| 2000-2003 | José Antonio Mora Cabello     |         | Partido Socialista Obrero Español (PSOE)   |
| 2003-2007 | Joaquín Hurtado Simón         |         | Centro Obrero Empresarial Cauriense (COEC) |
| 2007-2011 | Juan Valle Barbero            |         | Partido Socialista Obrero Español (PSOE)   |
| 2011-2023 | José Manuel García Ballestero |         | Partido Popular                            |
| 2023-act. | Almudena Domingo Pirrongelli  |         | Partido Popular                            |

| Partido político                                                    | 2023  | 2023  | 2023       | 2019  | 2019  | 2019       | 2015  | 2015  | 2015       | 2011                     | 2011                     | 2011                     | 2007                     | 2007                     | 2007                     | 2003                     | 2003                     | 2003                     | 1999  | 1999  | 1999       | 1995           | 1995           | 1995           | 1991  | 1991  | 1991       | 1987  | 1987  | 1987       | 1983  | 1983  | 1983       | 1979  | 1979  | 1979       |
| Partido político                                                    | %     | Votos | Concejales | %     | Votos | Concejales | %     | Votos | Concejales | %                        | Votos                    | Concejales               | %                        | Votos                    | Concejales               | %                        | Votos                    | Concejales               | %     | Votos | Concejales | %              | Votos          | Concejales     | %     | Votos | Concejales | %     | Votos | Concejales | %     | Votos | Concejales | %     | Votos | Concejales |
| Partido Popular (PP)-Alianza Popular (AP)                           | 55,35 | 3690  | 10         | 49,73 | 3565  | 9          | 48,82 | 3551  | 10         | 51,43                    | 3729                     | 9                        | 32,25                    | 2398                     | 6                        | 17,79                    | 1338                     | 3                        | 36,49 | 2634  | 7          | 34,79          | 2429           | 6              | 27,87 | 1660  | 5          | 22,10 | 1287  | 4          | 23,58 | 1206  | 4          | –     | –     | –          |
| Partido Socialista Obrero Español (PSOE)                            | 33,78 | 2252  | 6          | 35,72 | 2561  | 6          | 31,53 | 2293  | 6          | 34,15                    | 2476                     | 6                        | 51,58                    | 3835                     | 9                        | 42,69                    | 3210                     | 8                        | 47,28 | 3413  | 9          | 40,68          | 2841           | 8              | 50,17 | 2988  | 9          | 47,55 | 2769  | 9          | 58,25 | 2979  | 11         | 36,16 | 1550  | 6          |
| Vox                                                                 | 5,35  | 357   | 1          | –     | –     | –          | –     | –     | –          | –                        | –                        | –                        | –                        | –                        | –                        | –                        | –                        | –                        | –     | –     | –          | –              | –              | –              | –     | –     | –          | –     | –     | –          | –     | –     | –          | –     | –     | –          |
| Podemos-Izquierda Unida (IU)-Partido Comunista de España (PCE)      | 3,91  | 261   | 0          | 6,02  | 432   | 1          | 3,66  | 266   | 0          | –                        | –                        | –                        | –                        | –                        | –                        | 3,80                     | 286                      | 0                        | 4,28  | 309   | 0          | 9,45           | 660            | 1              | 5,86  | 349   | 1          | 3,33  | 194   | 0          | 3,73  | 191   | 0          | 13,51 | 579   | 2          |
| Ciudadanos (CS)                                                     | –     | –     | –          | 7,28  | 522   | 1          | –     | –     | –          | –                        | –                        | –                        | –                        | –                        | –                        | –                        | –                        | –                        | –     | –     | –          | –              | –              | –              | –     | –     | –          | –     | –     | –          | –     | –     | –          | –     | –     | –          |
| Coria Sí Puede (CSIP)                                               | –     | –     | –          | –     | –     | –          | 8,39  | 610   | 1          | –                        | –                        | –                        | –                        | –                        | –                        | –                        | –                        | –                        | –     | –     | –          | –              | –              | –              | –     | –     | –          | –     | –     | –          | –     | –     | –          | –     | –     | –          |
| Socialistas Independientes de Extremadura (SIEx)                    | –     | –     | –          | –     | –     | –          | 3,19  | 232   | 0          | 11,09                    | 804                      | 2                        | 7,91                     | 588                      | 1                        | Con Izquierda Unida (IU) | Con Izquierda Unida (IU) | Con Izquierda Unida (IU) | –     | –     | –          | –              | –              | –              | –     | –     | –          | –     | –     | –          | –     | –     | –          | –     | –     | –          |
| eXtremeños                                                          | –     | –     | –          | –     | –     | –          | 2,13  | 155   | 0          | –                        | –                        | –                        | –                        | –                        | –                        | –                        | –                        | –                        | 7,60  | 549   | 1          | 14,13          | 986            | 2              | 13,36 | 796   | 2          | –     | –     | –          | –     | –     | –          | –     | –     | –          |
| Extremadura Unida (EU)                                              | –     | –     | –          | –     | –     | –          | 0,55  | 40    | 0          | Con Partido Popular (PP) | Con Partido Popular (PP) | Con Partido Popular (PP) | Con Partido Popular (PP) | Con Partido Popular (PP) | Con Partido Popular (PP) | 3,39                     | 255                      | 0                        | 2,41  | 174   | 0          | Con eXtremeños | Con eXtremeños | Con eXtremeños | 2,17  | 129   | 0          | 19,53 | 1137  | 4          | 11,48 | 587   | 2          | –     | –     | –          |
| Independientes por Extremadura (IPEX)                               | –     | –     | –          | –     | –     | –          | –     | –     | –          | –                        | –                        | –                        | 5,61                     | 417                      | 1                        | –                        | –                        | –                        | –     | –     | –          | –              | –              | –              | –     | –     | –          | –     | –     | –          | –     | –     | –          | –     | –     | –          |
| Centro Obrero Empresarial Cauriense (COEC)                          | –     | –     | –          | –     | –     | –          | –     | –     | –          | –                        | –                        | –                        | –                        | –                        | –                        | 31,26                    | 2351                     | 6                        | –     | –     | –          | –              | –              | –              | –     | –     | –          | –     | –     | –          | –     | –     | –          | –     | –     | –          |
| Centro Democrático y Social (CDS)-Unión de Centro Democrático (UCD) | –     | –     | –          | –     | –     | –          | –     | –     | –          | –                        | –                        | –                        | –                        | –                        | –                        | –                        | –                        | –                        | –     | –     | –          | –              | –              | –              | –     | –     | –          | 4,62  | 269   | 0          | 2,95  | 151   | 0          | 46,54 | 1995  | 9          |

### Justicia

En rojo, municipios del partido judicial de Coria

Coria es la capital de su propio partido judicial, del que forman parte treinta y seis municipios del noroeste de la provincia de Cáceres. El partido se creó como partido judicial contemporáneo en 1834, tras la caída del Antiguo Régimen, con 18 localidades, y se correspondía geográficamente con la Tierra de Coria del Antiguo Régimen más algunas localidades próximas como Grimaldo, Guijo de Galisteo o Moraleja.[cita requerida] Con el tiempo, el partido judicial creció y se incluyeron en él los municipios del ahora desaparecido partido judicial de Gata.[cita requerida]
En la actualidad, en Coria hay dos juzgados de primera instancia e instrucción.

## Economía
La agricultura y la ganadería, que ocupan más de nueve mil hectáreas, son importantes en el municipio, ya que se halla en una zona de regadío y eso ha permitido la creación de industrias relacionadas con el sector primario local.[cita requerida] En cuanto a la industria, en la ciudad hay dos polígonos industriales con más de cien empresas: los Rosales y las Lagunillas.[cita requerida] El sector terciario es el más importante del municipio, pues hay una gran cantidad de establecimientos comerciales en la ciudad y además se han creado zonas periféricas de servicios en las carreteras que rodean a la ciudad, aprovechando las nuevas conexiones por autovía.

## Servicios

### Educación
Coria cuenta con dos institutos de educación secundaria, el IES Alagón y el IES Caurium, de reciente construcción. Además, el municipio tiene cuatro colegios: Virgen de Argeme, Maestro Camilo Hernández, Sagrado Corazón y Zurbarán. También cuenta con un Centro de Profesores y Recursos, una escuela de adultos, una extensión de la UNED, un equipo general de orientación educativa y psicopedagogía y un equipo de atención temprana.

### Sanidad
En sanidad pública, Coria cuenta con un hospital, el Hospital Ciudad de Coria. Además, hay un centro de salud, y Puebla de Argeme y Rincón del Obispo cuentan con consultorios de atención primaria. También hay dos centros públicos especializados.
En sanidad privada, el municipio tenía en 2009 un centro de consultas médicas, tres centros de fisioterapia, tres centros de podología, seis clínicas dentales, dos centros de reconocimiento, un centro de diálisis, dos centros móviles de atención sanitaria, otro proveedor de asistencia sin internamiento, cuatro ópticas, una ortopedia, diez centros polivalentes y un centro de diagnóstico.
Además de todo esto, en el municipio hay cinco farmacias, de las cuales cuatro están en la ciudad y la otra en Puebla de Argeme.

### Transporte

#### Carreteras
| Nombre                                | Lugar de entrada a la localidad | Lugares a los que va |
| ------------------------------------- | ------------------------------- | --- |
| EX-A1                                 | Este de la localidad            | Comunica la localidad con la A-66 cerca de Plasencia |
| EX-108                                | Este de la localidad            | Lleva a Puebla de Argeme, El Batán, Alagón del Río, Galisteo y San Gil, terminando en la N-630 desde la cual se puede ir a Plasencia. Tiene salidas secundarias a Morcillo y Aldehuela del Jerte |
| EX-109 Avenida de la Virgen de Argeme | Norte de la localidad           | Lleva a Moraleja y Perales del Puerto, con salidas secundarias a Calzadilla, Casas de Don Gómez y Huélaga                                                                                        |
| EX-109 Avenida del Puente Nuevo       | Sur de la localidad             | Lleva a Torrejoncillo y Portezuelo, con salidas secundarias a Rincón del Obispo y Portaje |
| CC-43 Avenida del Monseñor Riberi     | Noreste de la localidad         | Lleva a Guijo de Coria |
| CC-59 Calle Cervantes                 | Oeste de la localidad           | Lleva a Casillas de Coria |

#### Transporte público
La estación de autobús de Coria se encuentra en la calle Guijo, mientras que la parada de taxi se ubica en la calle Encierro. Además, en la carretera de Navalmoral hay un Centro Servicio de Transportes.

### Seguridad ciudadana
El municipio cuenta con su propia policía local, cuartel de la Guardia Civil, bomberos, Cruz Roja y Protección Civil.

## Patrimonio

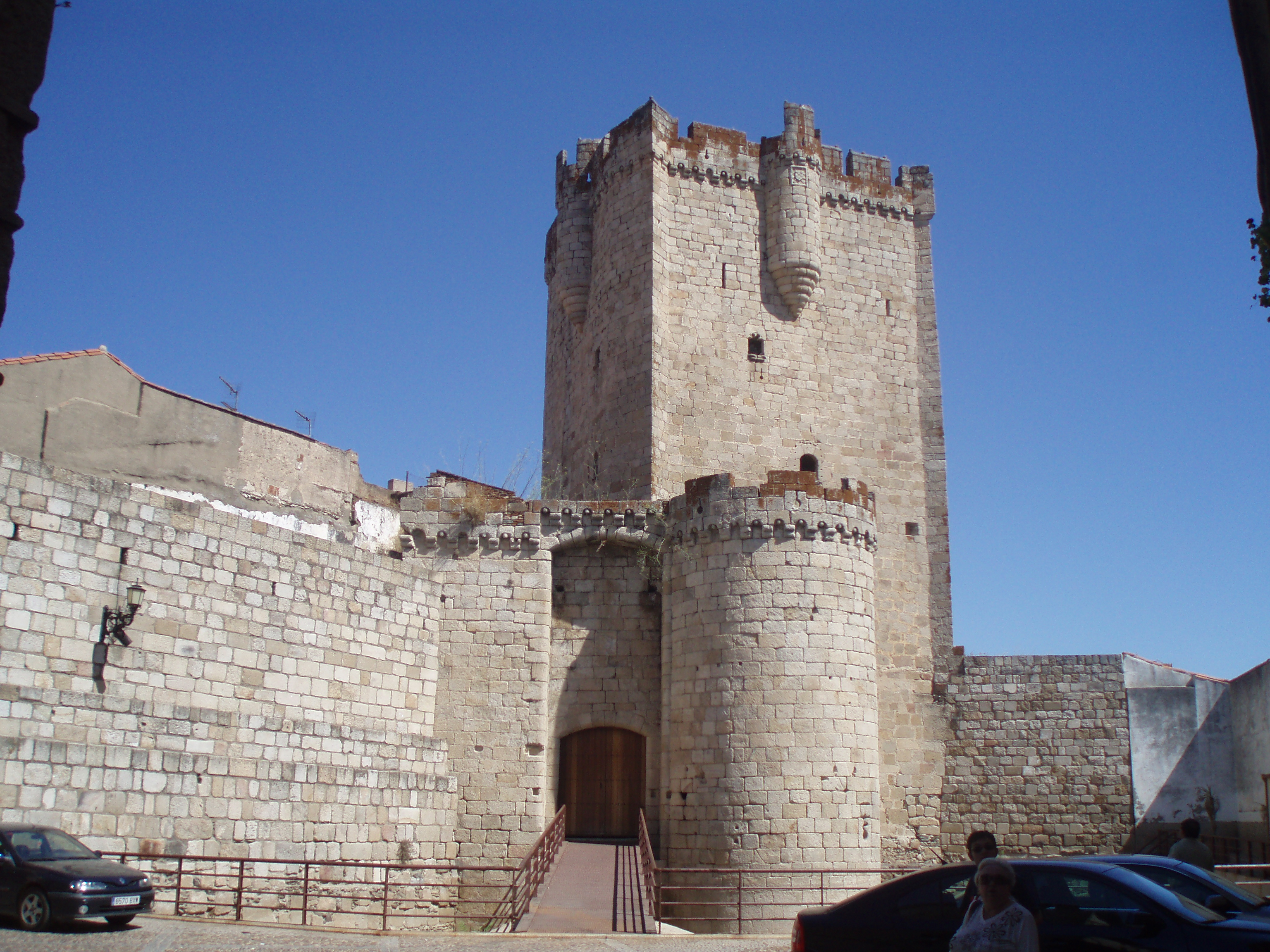
Castillo de Coria

Cuenta con un casco histórico destacable, objeto de cuidada restauración,[cita requerida] en el cual se celebran las fiestas populares de San Juan, declaradas de interés turístico nacional.

### Edificios militares
- Muralla de Coria, de origen romano (siglos III-IV), con añadidos árabes y medievales. Se conserva en su práctica totalidad. Cuenta con cuatro puertas, dos romanas y otras dos posteriores.[cita requerida]
- Barbacana
- Castillo de Coria, construido entre 1472-1478 por el arquitecto Juan de Carrera, por orden de los duques de Alba y marqueses de Coria.

### Edificios religiosos

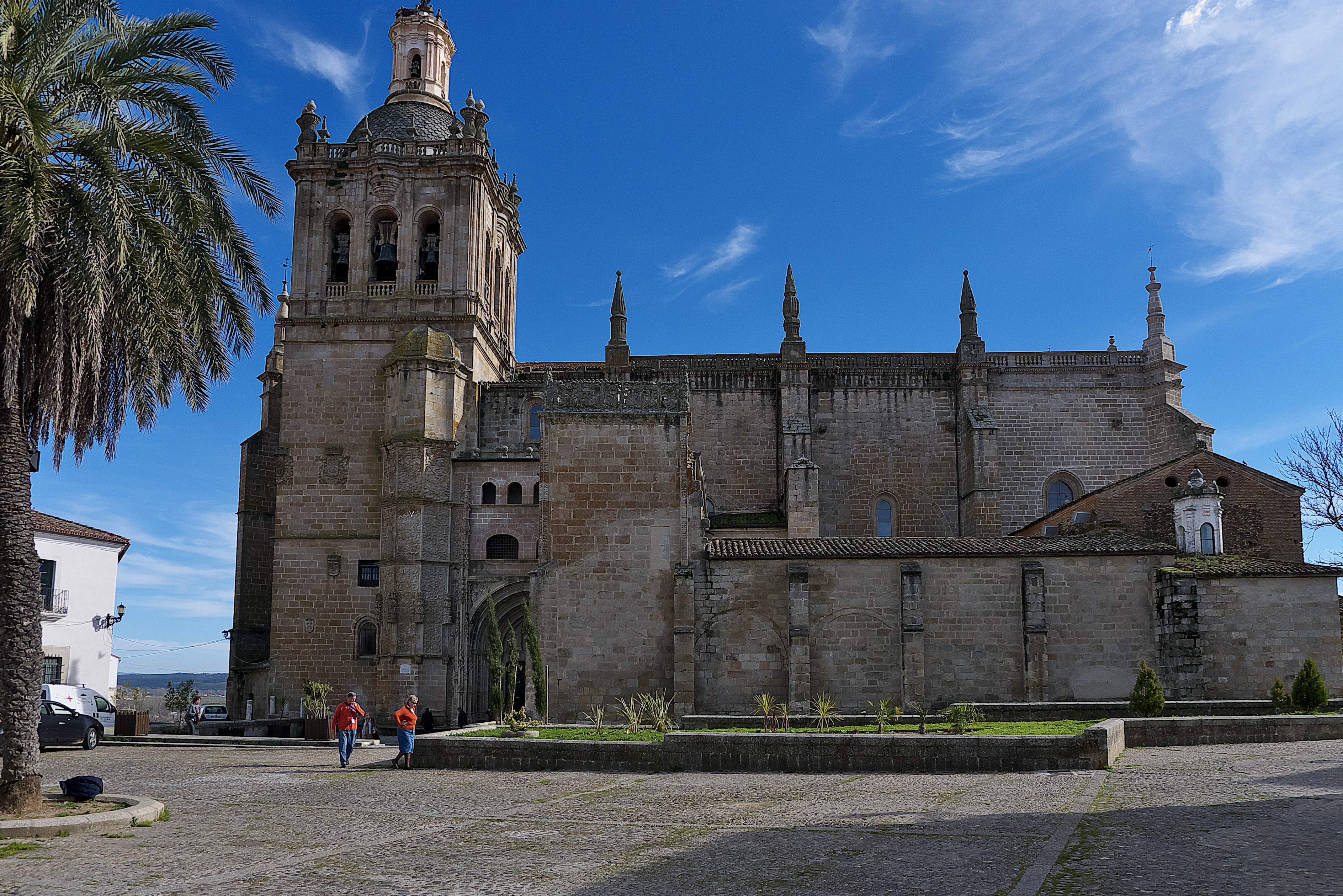
Catedral de Coria

- Catedral de Santa María de la Asunción, gótica de transición, con importantes añadidos platerescos (según trazas de Pedro de Ybarra) y barrocos (Torre-campanario diseñada por Manuel de Lara Churriguera). En su interior guarda una magnífica colección de pintura, escultura y orfebrería. Destaca el retablo mayor del siglo XVIII con tallas de Alejandro Carnicero así como los sepulcros episcopales de Pedro Ximénez de Préxamo por Diego Copín de Holanda y Pedro García de Galarza por Lucas Mitata. Se debe citar también el coro, con una sillería mudéjar de nogal de los siglos XV-XVI y cerrado por una verja protorrenacentista del siglo XVI, así como la reja de la capilla mayor (siglos XVI y XVIII) y los retablos de las Reliquias (siglo XVIII) y de San Pedro de Alcántara (siglo XVII).

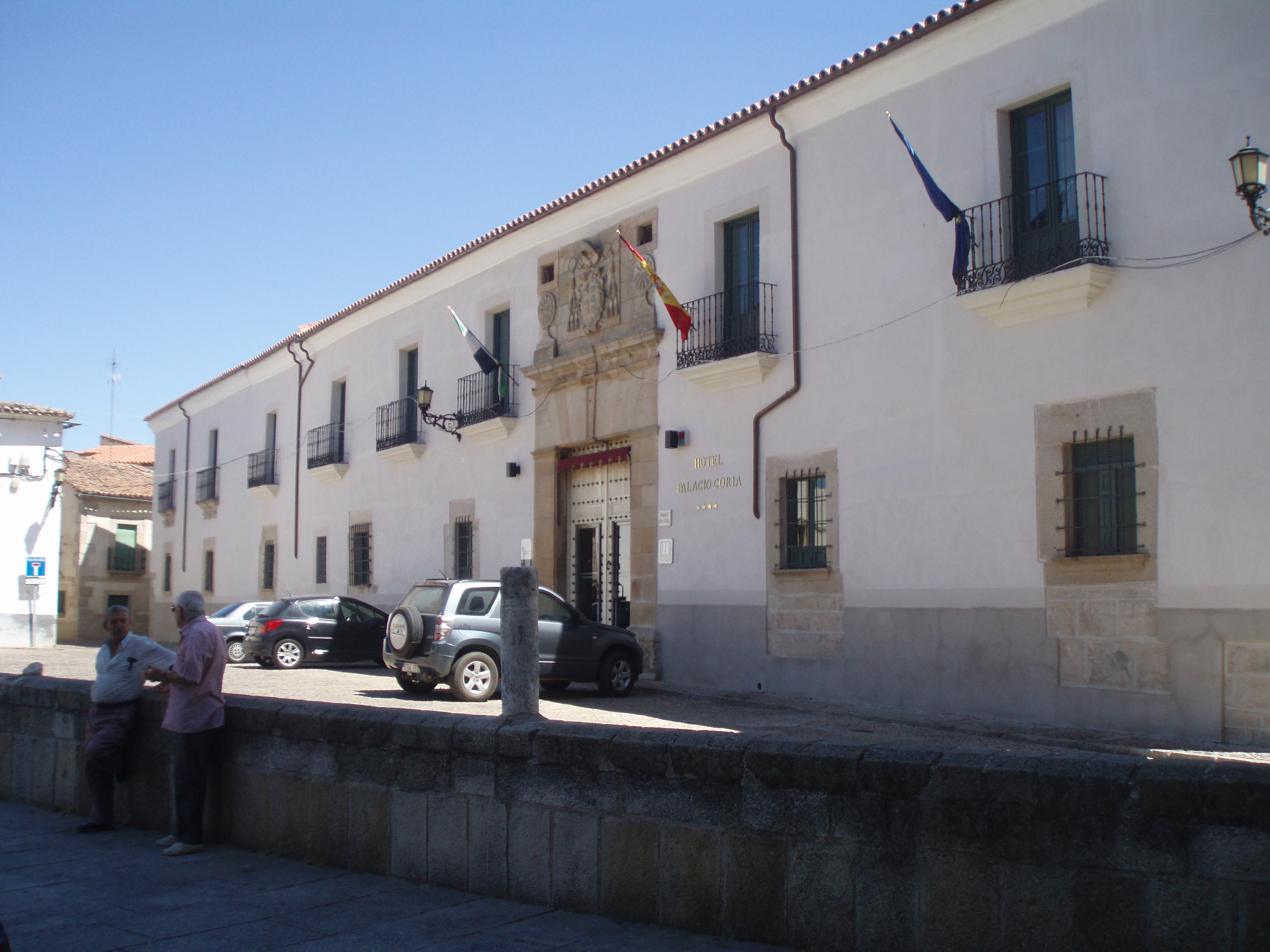
Palacio episcopal

- Palacio Episcopal, construido en 1628 sobre las antiguas casas episcopales en estilo barroco, por orden del obispo Jerónimo Ruiz Camargo.[cita requerida] Conserva torre defensiva en ladrillo de aspecto mudéjar.[cita requerida] Recientemente se ha rehabilitado y convertido en hotel de lujo.[cita requerida]

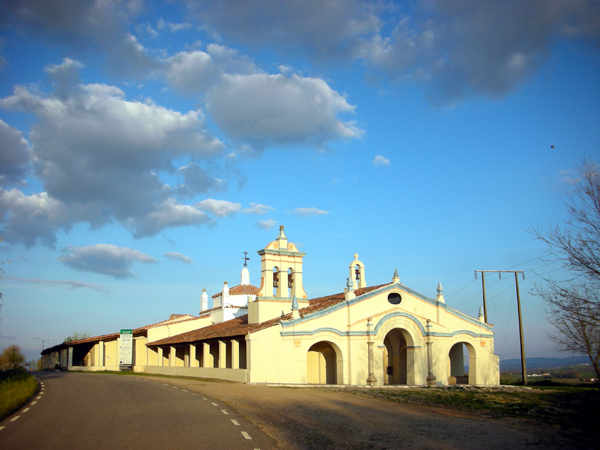
Santuario de Argeme

- Ermita de Nuestra Señora de Argeme, barroca del siglo XVII, profundamente restaurada en 2006.[cita requerida] Cúpula decorada al fresco y retablo mayor del siglo XVIII. Conserva la imagen titular patrona de la ciudad y de la diócesis, una Virgen negra del siglo XII.[cita requerida]
- Convento de la Madre de Dios, regentado por franciscanas de la T.O.R. y fundado en el siglo XIII, aunque el actual edificio corresponde a los siglos XIV-XVI.[cita requerida] Iglesia del siglo XVI con retablo mayor barroco del siglo XVII y retablos laterales rococós del siglo XVIII.[cita requerida] Claustro renacentista del siglo XVI, con pozo y planta trapezoidal, con pavimento mudéjar y una colección de pintura y marfiles, destacando una tabla de Pedro Machuca.[cita requerida]
- Antiguo seminario Conciliar, fundado en el siglo XVII por el obispo Jerónimo Ruiz Camargo, y remodelado en el siglo XIX por el obispo Beltrán.[cita requerida] Actualmente se halla abandonado.[cita requerida]

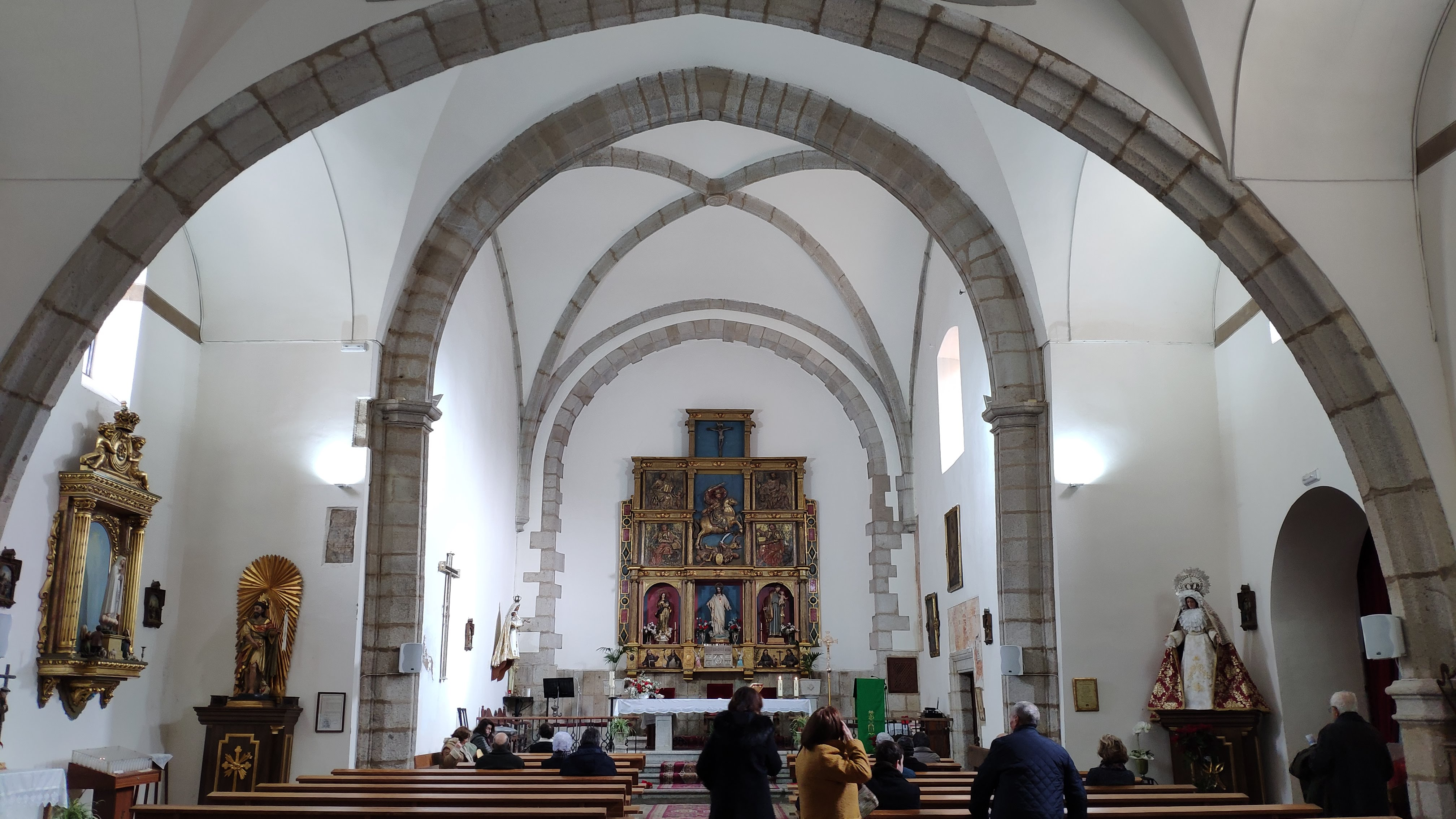
Interior de la iglesia de Santiago

- Iglesia de Santiago Apóstol, barroca de los siglos XVI-XVIII, conserva espadaña barroca, diseño de Manuel de Lara Churriguera.[cita requerida] Recientemente se ha restaurado su altar mayor manierista del siglo XVI con importantes relieves del estilo de Berruguete.[cita requerida] De su patrimonio mueble conviene destacar la imagen del Cristo de los Afligidos, del siglo XV.[cita requerida]

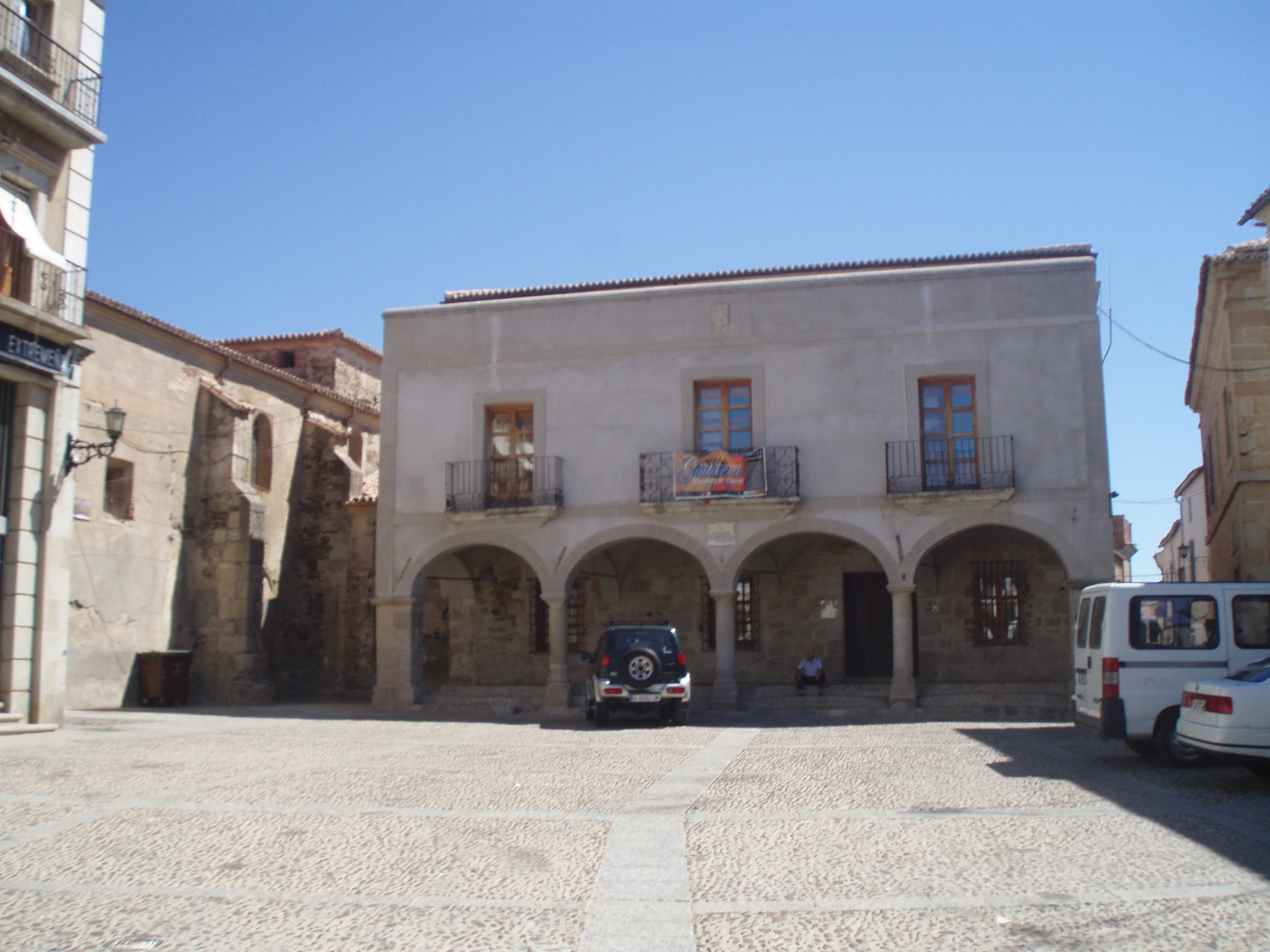
Plaza de España

### Otros monumentos
- Cárcel Real, construida en 1686 según trazas barrocas de Alonso Hernández de Garrovillas.[cita requerida]

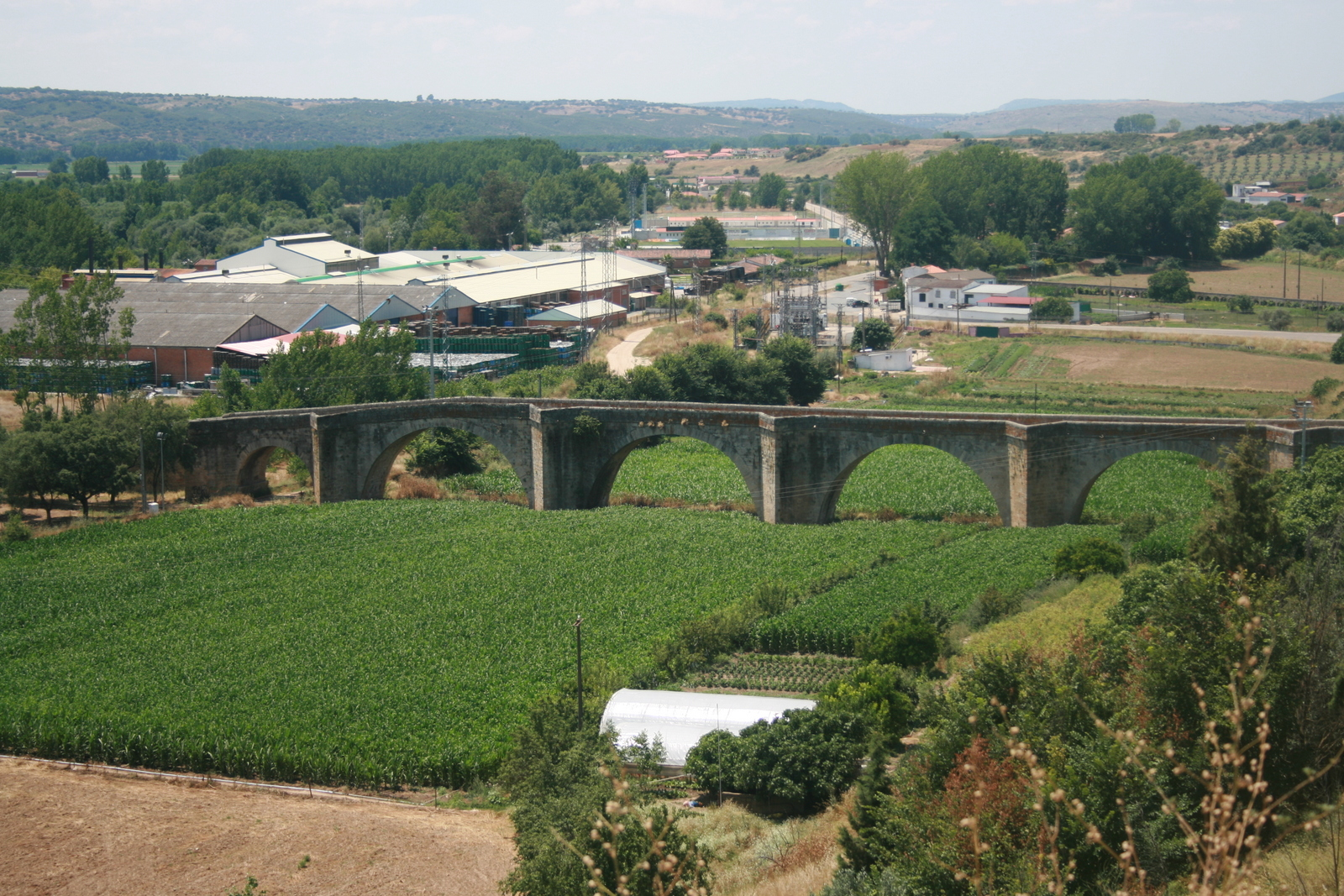
Puente de piedra o puente viejo

- Puente viejo o Puente de piedra, construido en 1518, probablemente sobre otro anterior de origen medieval, pudiendo haber existido otro de origen romano.

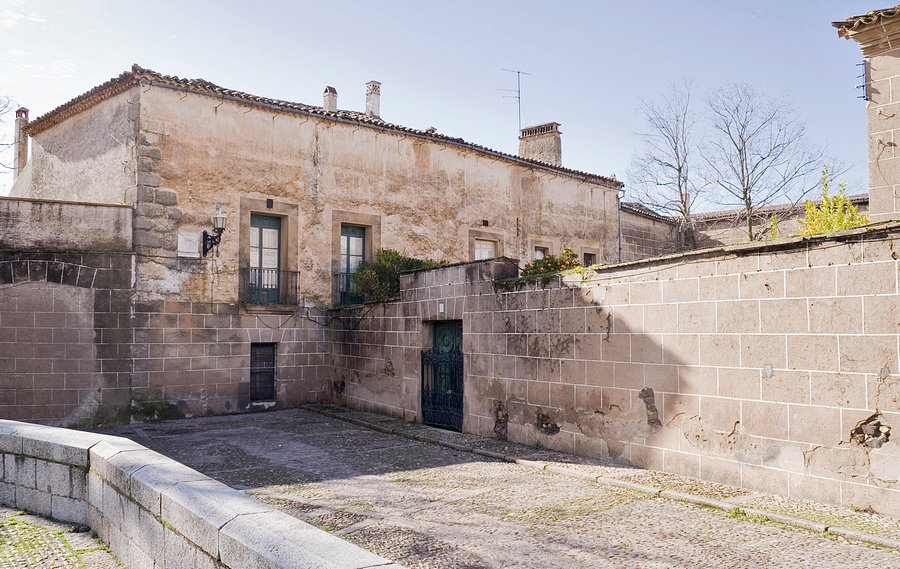
Palacio de los Duques de Alba

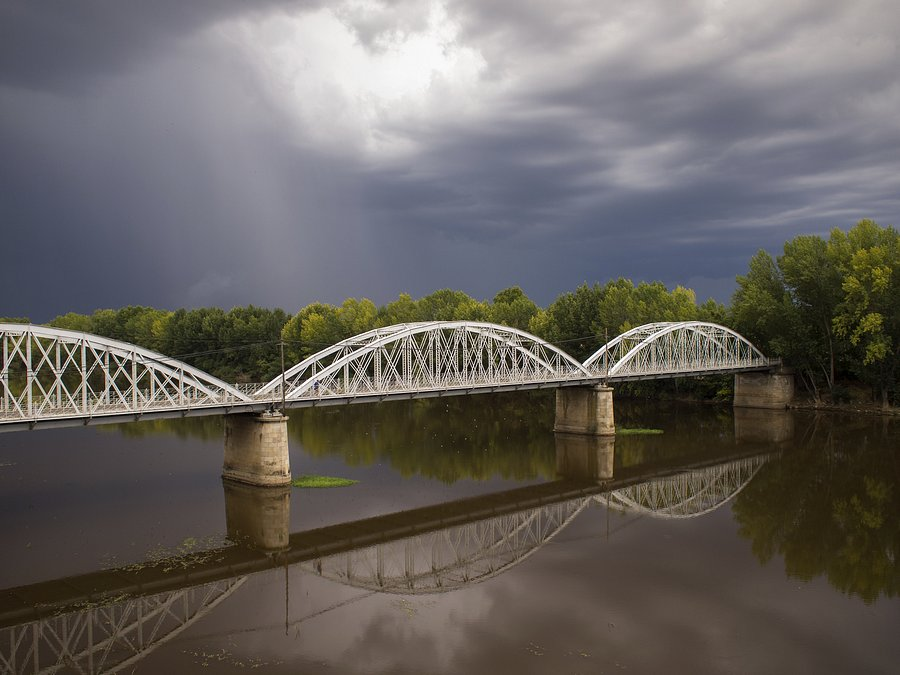
Puente de hierro

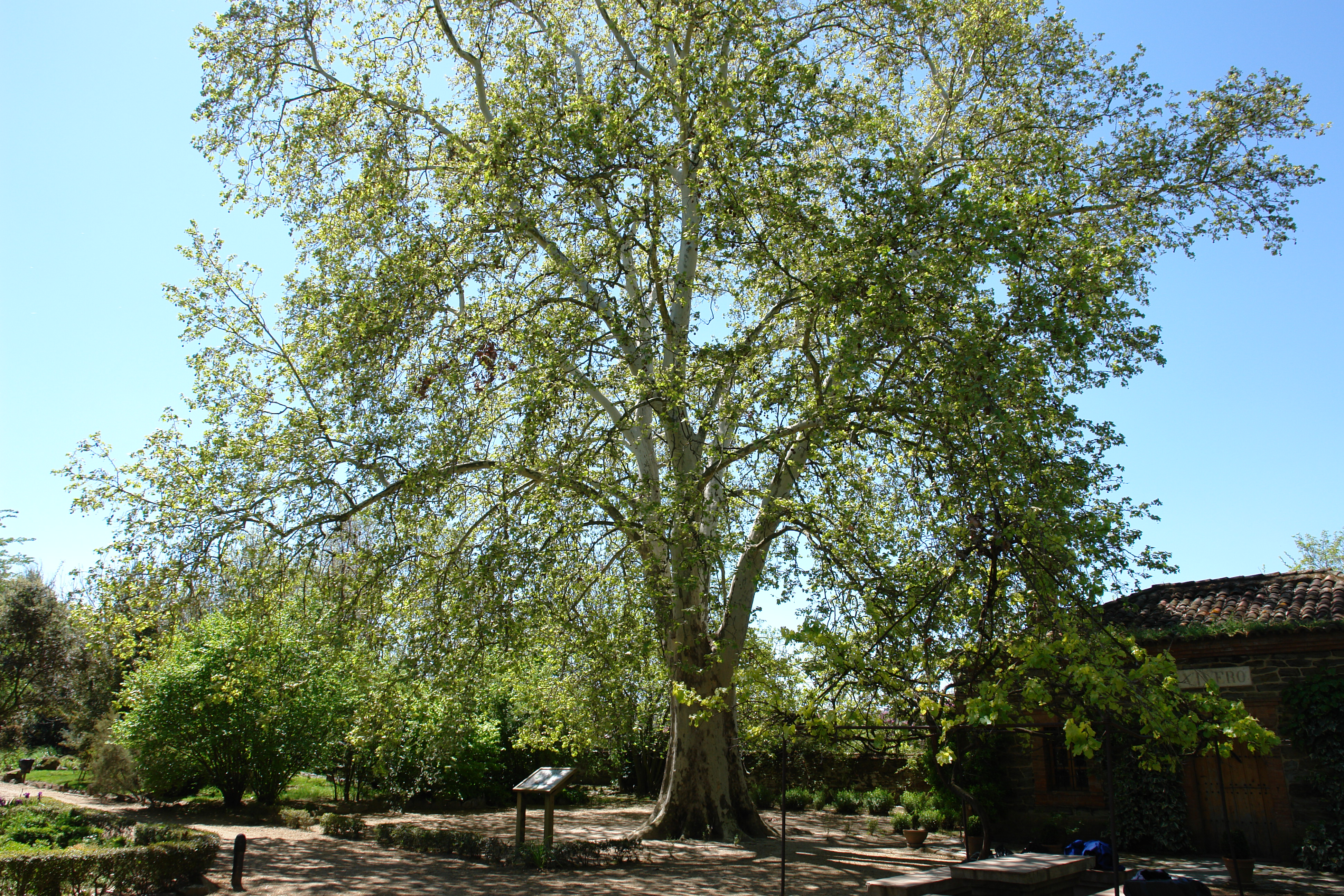
Plátano de sombra del jardín botánico, declarado árbol singular

- Palacio de los duques de Alba, de los siglos XV-XVI. Construido en estilo gótico-renacentista, conjuga elementos de bastión militar y palacio señorial, en el que sobresalen dos patios mudéjares y el excepcional Jardín-mirador con belvedere renacentista del siglo XVI.[cita requerida] Perteneció a la familia de Rafael Sánchez Ferlosio, ganador del premio Cervantes, quienes la han vendido recientemente a empresarios caurienses empeñados en un proyecto de hostelería local.[cita requerida]
- Vía Dalmacia: restos de la antigua calzada romana, muy restaurados en el siglo XVII.[cita requerida]
- Hospital de San Nicolás de Bari, data del siglo XVI, conserva fachada y aljibe.[cita requerida]
- Alhóndiga, originaria del siglo XVI.[cita requerida] Fachada con el escudo municipal del siglo XVI.[cita requerida] Hoy en día acoge la biblioteca municipal Sánchez Ferlosio.[cita requerida]
- Antiguo Consistorio, edificio originario del siglo XV con multitud de reformas posteriores.[cita requerida] Hoy es sede de la escuela municipal de música.
- Puente de hierro, finalizado en 1909, según proyecto del ingeniero Basilio Beamonte, supone una de las escasas muestras de arquitectura del hierro en la región.[cita requerida]

## Cultura

### Museos
- Museo de historia de la Ciudad, ubicado en el edificio de la Cárcel Real, conteniendo algunas piezas arqueológicas y el Fuero de Coria, de origen medieval.
- Museo Catedralicio, habilitado en el claustro catedralicio de los siglos XIV-XV, muestra importantes piezas sacras de los siglos XIV-XIX destacando la reliquia del Mantel de la Santa Cena y su elaborada arqueta madrileña del siglo XVII, una página autógrafa de la Summa de Santo Tomás de Aquino, una muy interesante colección de pinturas sobre cobre de Escuela de Rubens y las imágenes de San Miguel y San Sebastián talladas por José Salvador Carmona.[cita requerida]
- Jardín Botánico de Coria, a dos kilómetros de la ciudad, carretera de Coria a Cáceres.[cita requerida] Exhibe la vegetación autóctona del bosque mediterráneo presente en Extremadura. Cuenta con un plátano, declarado árbol singular.[cita requerida]

### Otros
- Biblioteca municipal Sánchez Ferlosio
- Escuela municipal de música

### Fiestas

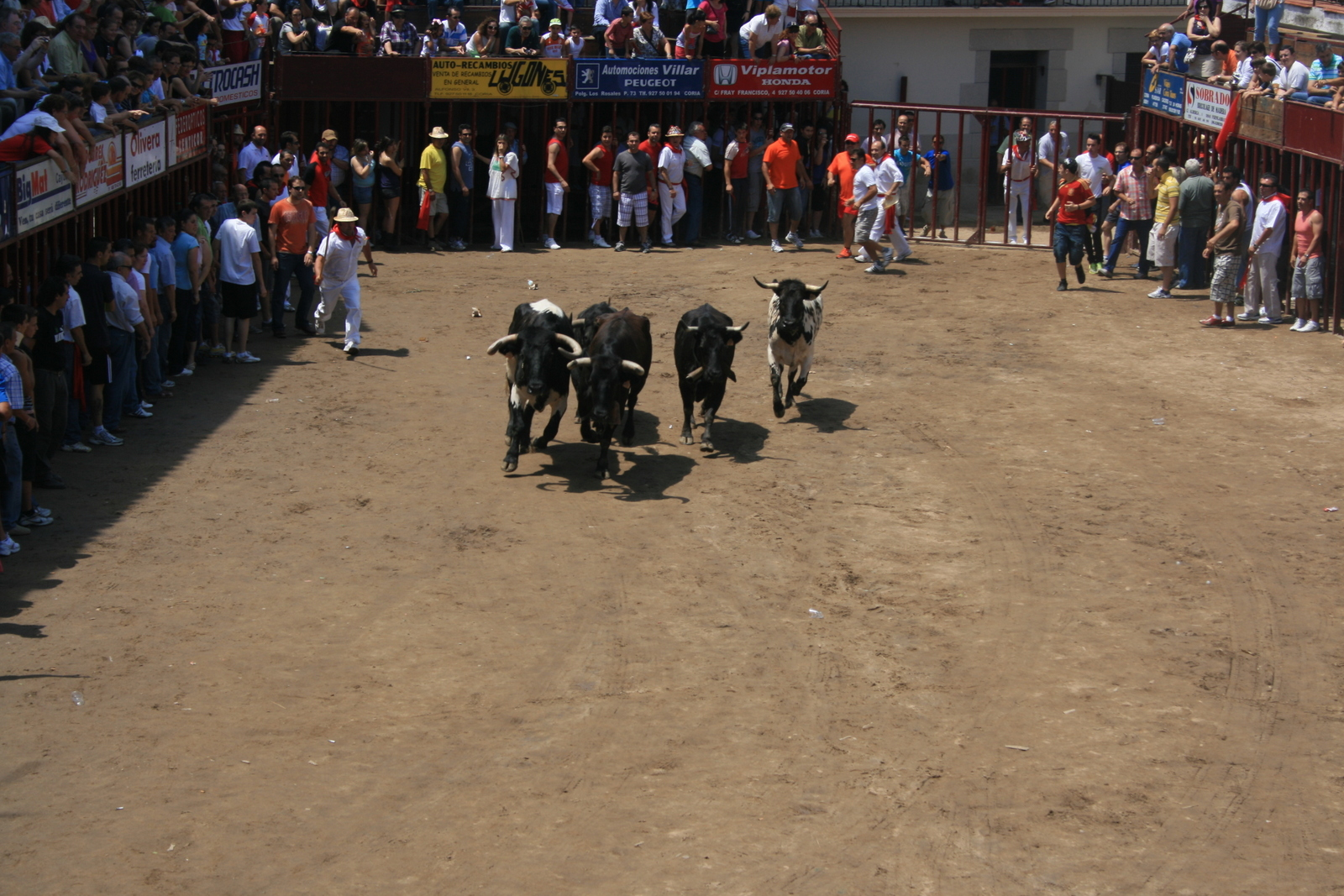
Encierro durante las fiestas de San Juan

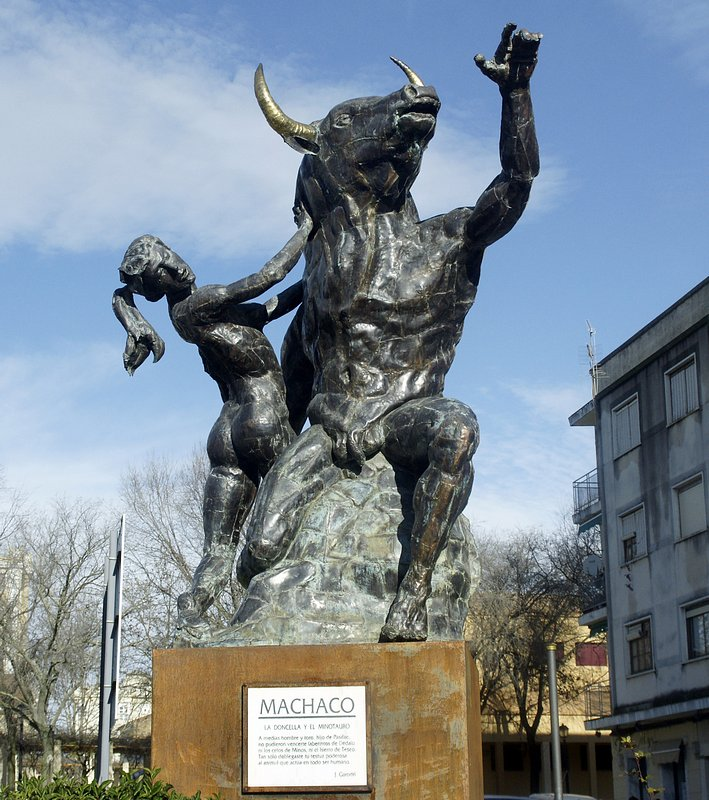
La doncella y el Minotauro

Fiestas populares en honor a San Juan Bautista (a pesar de que el patrono canónico de la ciudad es San Pedro de Alcántara), donde el principal protagonista es el toro. Se celebran todos los años entre el 23 y el 29 de junio y fueron declaradas fiestas de interés turístico regional en 1976.
El origen de las fiestas de San Juan, está en los vetones, de un claro carácter ganadero, que rendía culto al toro como animal sagrado. Desde el siglo VIII a. C., Cauria fue la capital del territorio vetón, y en su casco amurallado debían de realizarse ritos de tipo religioso, muchos de ellos relacionados con el toro y el fuego, que además coincidirían en cuanto a fechas con fenómenos estacionales como el solsticio de verano.[cita requerida]
La religión romana y el cristianismo, adoptaron y asumieron antiguos ritos taurinos, y a partir del siglo V d. C. lo hicieron coincidir con la celebración en honor de san Juan Bautista, entonces patrón de la ciudad.[cita requerida]
Respecto a testimonios escritos, en el Fuero de Coria, a principios del siglo XIII, refleja la importancia de la fecha de San Juan y su relación con temas ganaderos, y también se hace mención a las «carreras» que se celebraban en el actual casco antiguo.
Hacia 1480, Coria contribuye a la guerra de Granada, y para ello «se cobraron en el obispado el quinto de los abintestatos, de los bienes mostrencos y de las corridas de toros», todo lo que demuestra la importancia en el siglo XV de las fiestas taurinas, que en Coria siempre se corrían en el recinto amurallado y en la plaza Mayor, construida en el siglo XVI precisamente para celebrar el tradicional espectáculo cauriense.[cita requerida]
Durante el siglo XVI se multiplican los testimonios sobre los Sanjuanes, por ejemplo en un acta municipal de acuerdos de 1567, se hablan sobre estos.[cita requerida]
También en el siglo XVI surge un litigio entre la tradición cauriense y el clero cuando el papa Pío V prohíbe las fiestas de toros, y en Coria se aplica el mandato que recoge fray Manuel Rodríguez Lusitano en 1593: «Prohibido es en los días de fiesta correr los toros por las calles de la ciudad cerradas de tal manera que no pueda huir. Verdad es que pueden correr los dichos días llevando los pies atados con cuerdas fuertes o estando las puertas de la ciudad abiertas para que puedan huir».[cita requerida]
Pero el 24 de junio de 1606 se quebranta esa orden, y son excomulgados el corregidor de Coria y los regidores, que llevan su caso ante la Real Audiencia de Valladolid, y no sólo consiguen su absolución, sino que también demuestran que «en esta ciudad había costumbre inmemorial de correr los toros por las calles, con las puertas cerradas, en los días de San Juan Bautista (24 de junio), Santiago Apóstol y santa Ana (25 y 26 de julio) y Visitación de Nuestra Señora (8 de septiembre), con conocimiento y aprobación de los Prelados, canónigos y clérigos, participando éstos activamente en las fiestas».[cita requerida]
Otras fiestas
Semana Santa
Organizada por la Unión de Cofradías Penitenciales, compuesta de cinco cofradías:
- Domingo de Ramos: Procesión de Palmas (Cabildo Catedral) y Procesión de María Santísima del Amor Hermoso (Cofradía de María Santísima del Amor Hermoso)[cita requerida]
- Lunes Santo: Procesión del Santísimo Cristo de los Afligidos (Cofradía del Santísimo Cristo de los Afligidos)[cita requerida]
- Martes Santo: Viacrucis de Cáritas (con colaboración popular)[cita requerida]
- Miércoles Santo: Procesión del Santísimo Cristo de la Salud (Cofradía del Santísimo Cristo de la Salud)[cita requerida]
- Jueves Santo: Procesión de la Pasión (Cofradía de la Santa y Vera Cruz)[cita requerida]
- Viernes Santo: Viacrucis al Calvario (Cofradía de la Santa y Vera Cruz, colaboración popular), Procesión del Santo Entierro (Unión de Cofradías Penitenciales) y Procesión del Silencio (Cofradía de la Santa y Vera Cruz)[cita requerida]
- Domingo de Resurrección: Procesión del Encuentro (Cofradía del Jesús Resucitado y Ntra. Sra. del Rosario)[cita requerida]

Romería de la Virgen de Argeme
(Lunes siguiente al segundo domingo de mayo)[cita requerida]
Corpus Christi (mayo-junio): el día del Corpus Christi, Coria presenta desde el balcón del Ayuntamiento a los representantes de sus fiestas mayores así como a las damas y reina de las fiestas de San Juan. Más tarde se lanzan varios cohetes que anuncian la proximidad de los sanjuanes a la Ciudad de Coria. Se degustan ponche, gazpacho y perrunillas y finaliza con la Verbena del Abanderado.[cita requerida]
Festival Internacional de Guitarra (agosto)
Es un evento musical que une patrimonio y cultura, partiendo del espectáculo y la enseñanza, sin olvidar la promoción turística.[cita requerida]
Jueves Turístico (agosto)[cita requerida]

### Deporte
El municipio cuenta con un equipo de fútbol, el Club Deportivo Coria, que en la temporada 2021-2022 juega en la Segunda División RFEF, consiguiendo en dicha temporada su mejor clasificación consiguiendo la 5.ª plaza y asegurándose los playoffs.[cita requerida]
Otros clubes y asociaciones deportivas del municipio son la AD Veteranos Caurienses, la AD Árbitros Caurienses de Fútbol, la AD Caurium Baloncesto, la AD Bádminton Coria, la AD Balonmano Excavaciones S. Gómez, la AD Carpintería Parro, la AD Independientes Caurienses, la AD Rincón del Obispo, el Club Atletismo Coria, el Club Baloncesto Coria, el CD Puebla de Argeme, el Club Voleibol Óptica Solano-Medina Cauria, el Club Aeromodelismo, el Club Ajedrez Coria, el Club Ciclista Cauriense, el Club de Tenis Cauria, el Club Deportivo Acrópolis, el Club Frontenis Coria, el Club Pádel La Manzana, el Club Piragüismo Río Alagón, el Gimnasio Obélix y la Sociedad de Pescadores Río Alagón.

### Medios de comunicación
Prensa escrita
El periódico regional Hoy cuenta con corresponsales en Coria y en 2011 abrió la página web Hoy Coria, con información específica sobre el municipio. Además, existen informativos locales en Internet como Noticias Coria.
Radio
Desde la ciudad emiten las siguientes emisoras de radio:
- Canal Extremadura Radio: 103.6 FM
- Canal Norte esRadio: 93.6 FM
- Los 40 Coria Moraleja: 91.0 FM
- Radio María España: 106.3 FM

Televisión
La primera televisión privada de España, Coria TV, nació de forma ilegal en Coria, siendo clausurada por orden judicial en 1983, después de tener repercusión en el gobierno de España y prensa nacional e internacional, ya que no se había planteado aún la Ley de Televisión Privada de España.
Coria cuenta con sus propios repetidores de televisión. La ciudad es sede de una de las ocho demarcaciones de televisión local de la provincia, cuyo ámbito directo se extiende a Montehermoso, Moraleja, Torrejoncillo y Vegaviana. En abril de 2010 se adjudicó una licencia en esta demarcación a Teleplasencia. 07tv Coria no emite por motivos económicos.

## Ciudades hermanadas
- Erandio (España)
- Les Herbiers (Francia)
- Coria del Río (España)